# Coahuilaceratops
Coahuilaceratops (que significa "cara de chifre Coahuila") é um gênero de dinossauro ceratopsiano casmossauríneo que viveu durante o período Cretáceo Superior (andar Maastrichtiano inferior, entre aproximadamente 71.5 à 70.5 milhões de anos) no que hoje é o sul de Coahuila, no norte do México. É conhecido a partir do holótipo CPC 276, um esqueleto parcial de um indivíduo adulto que inclui vários elementos do crânio. Outro espécime, CPS 277, pode representar um Coahuilaceratops juvenil.
Foi formalmente descrito em 2010, embora tenha aparecido como uma designação informal (nomen nudum) já em 2008. Coahuilaceratops foi nomeado por Mark A. Loewen, Scott D. Sampson, Eric K. Lund, Andrew A. Farke, Martha C. Aguillón-Martínez, C.A. de León, R. A. Rodríguez-de la Rosa, Michael A. Getty e David A. Eberth em 2010 e a espécie-tipo é Coahuilaceratops magnacuerna. Embora baseado em restos incompletos, acredita-se que o Coahuilaceratops possua um dos maiores chifres de qualquer dinossauro atualmente conhecido, rivalizando em tamanho absoluto com os de dinossauros de Chasmosaurinae maiores, como Triceratops e Torosaurus. Estima-se que seus chifres tenham até 1,2 m de comprimento.

## Descoberta

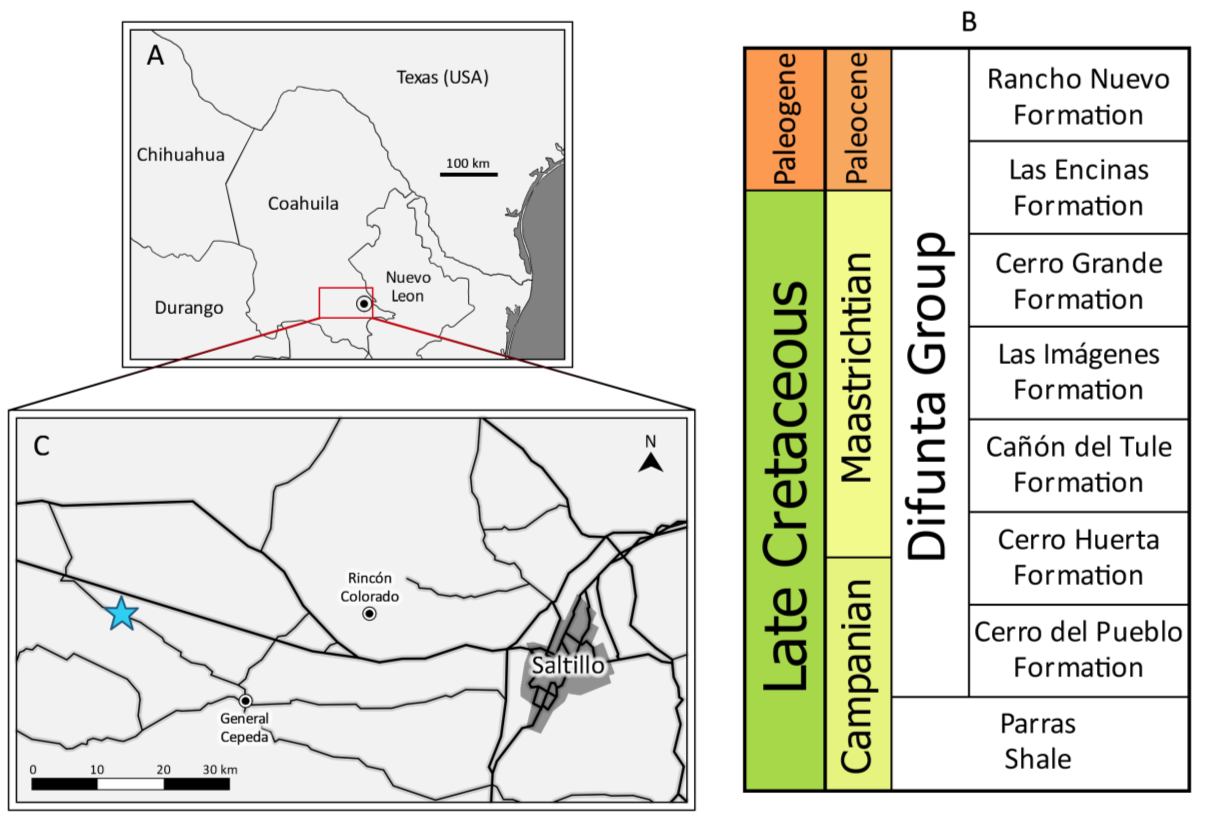
Localização geográfica e estratigráfica do local onde foram encontrados os fósseis de Coahuilaceratops (pertencentes à Formação Cerro Huerta)

Fósseis de Coahuilaceratops foram descobertos por Claudio de Leon perto da cidade de Porvenir de Jalpa no sul de Coahuila, México em 2001 e escavados em 2003. Os depósitos onde os restos foram encontrados foram originalmente atribuídos à Formação Cerro del Pueblo (Campaniano superior; ca. 73–72,5 Ma), mas em uma revisão estratigráfica de 2024 eles foram atribuídos à Formação Cerro Huerta sobrejacente (Maastrichtiano inferior; cerca de 71,5–70,5 milhões de anos). Isso faz de Coahuilaceratops o primeiro dinossauro descrito da Formação Cerro Huerta. A idade do Maastrichtiano inferior dos depósitos é consistente com a posição filogenética relativamente derivada de Coahuilaceratops.
Ao longo de dois anos, os fósseis de Coahuilaceratops foram preparados pelo preparador voluntário Jerry Golden no Museu de História Natural de Utah. O holótipo CPC 276 é representado principalmente por ossos não articulados do crânio de um indivíduo adulto: osso rostral, pré-maxila esquerda, maxila direita, ossos nasais fundidos, núcleos córneos supraorbitais esquerdo e direito incompletos, parte do folho parietoesquasomal, predentário, ambos os dentários e material pós-craniano não preparado. Outro espécime, CPC 277, contém elementos esqueléticos juvenis não articulados, incluindo predentário, dentário e material pós-craniano não preparado.
O nome do dinossauro foi mencionado na imprensa em 2008 como uma designação informal (nomen nudum). Coahuilaceratops magnacuerna foi formalmente descrito pelos paleontólogos Mark A. Loewen, Scott D. Sampson, Eric K. Lund, Andrew A. Farke, Martha C. Aguillón Martínez, Claudio A. de Leon, Rubén A. Rodríguez de la Rosa, Michael A. Getty e David A. Eberth em 2010. O nome genérico combina "Coahuila", o estado de origem, com o sufixo grego antigo "-ceratops", que significa "rosto com chifres", que é comum para ceratopsianos. O nome específico se refere ao grande tamanho dos chifres e vem da palavra latina "magna", que significa "grande", e da palavra espanhola "cuerna", que significa "chifre".

## Descrição
De acordo com estimativas fornecidas em um comunicado à imprensa do Museu de História Natural de Utah (2010), um Coahuilaceratops adulto tinha cerca de 6,7 metros de comprimento, 1,8 a 2,1 m de altura nos ombros e quadris, com um crânio de 1,8 m e chifres de 0,91 a 1,22 m, e provavelmente pesava cerca de quatro a cinco toneladas. Em 2012, Thomas Holtz deu um comprimento de oito metros. Gregory S. Paul estimou seu comprimento em 4 metros e peso em 1 tonelada em 2016 e 1,5 toneladas em 2024.

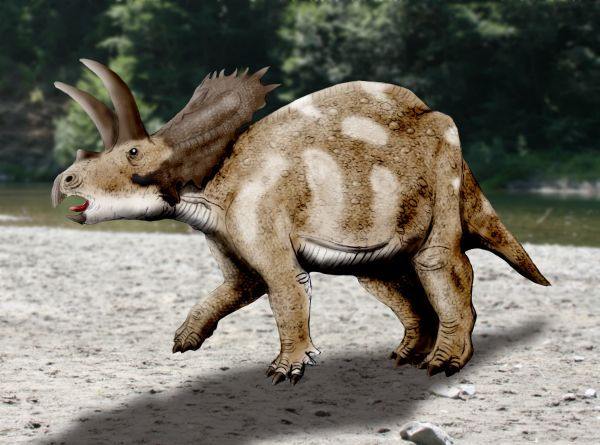
Representação artística do animal em vida

Embora os chifres de Coahuilaceratops não estejam completamente preservados, seu tamanho absoluto é comparável ao tamanho dos chifres dos maiores casmossauríneos, como Triceratops e Torosaurus. A morfologia hiperrobusta dos chifres de Coahuilaceratops (relativa falta de constrição na região distal) lembra mais grandes espécimes de Pentaceratops do que de Agujaceratops.

## Classificação
A reconstrução do crânio do Coahuilaceratops demonstrou claras sinapomorfias com os dinossauros de Chasmosaurinae. Abaixo está um cladograma que representa as descobertas de Caleb Brown e Donald Henderson (2015), encontrando Coahuilaceratops como o táxon irmão do texano Bravoceratops.
|  | Vagaceratops irvinensis   |
|  |                           |
|  | Kosmoceratops richardsoni |
|  |                           |

|  | \| \| Chasmosaurus belli \| \| \| \| \| \| Chasmosaurus russeli \| \| \| \| |
|  |                                                                             |
|  | Mojoceratops perifania                                                      |
|  |                                                                             |
|  | Chasmosaurus belli                                                          |
|  |                                                                             |
|  | Chasmosaurus russeli                                                        |
|  |                                                                             |

|  | Chasmosaurus belli   |
|  |                      |
|  | Chasmosaurus russeli |
|  |                      |

|  | \| \| Chasmosaurus belli \| \| \| \| \| \| Chasmosaurus russeli \| \| \| \| |
|  |                                                                             |
|  | Mojoceratops perifania                                                      |
|  |                                                                             |
|  | Chasmosaurus belli                                                          |
|  |                                                                             |
|  | Chasmosaurus russeli                                                        |
|  |                                                                             |

|  | Chasmosaurus belli   |
|  |                      |
|  | Chasmosaurus russeli |
|  |                      |

|  | Utahceratops gettyi       |
|  |                           |
|  | Pentaceratops sternbergii |
|  |                           |

|  | \| \| Chasmosaurus belli \| \| \| \| \| \| Chasmosaurus russeli \| \| \| \| |
|  |                                                                             |
|  | Mojoceratops perifania                                                      |
|  |                                                                             |
|  | Chasmosaurus belli                                                          |
|  |                                                                             |
|  | Chasmosaurus russeli                                                        |
|  |                                                                             |

|  | Chasmosaurus belli   |
|  |                      |
|  | Chasmosaurus russeli |
|  |                      |

|  | \| \| Chasmosaurus belli \| \| \| \| \| \| Chasmosaurus russeli \| \| \| \| |
|  |                                                                             |
|  | Mojoceratops perifania                                                      |
|  |                                                                             |
|  | Chasmosaurus belli                                                          |
|  |                                                                             |
|  | Chasmosaurus russeli                                                        |
|  |                                                                             |

|  | Chasmosaurus belli   |
|  |                      |
|  | Chasmosaurus russeli |
|  |                      |

|  | Utahceratops gettyi       |
|  |                           |
|  | Pentaceratops sternbergii |
|  |                           |

|  | Bravoceratops polyphemus     |
|  |                              |
|  | Coahuilaceratops magnacuerna |
|  |                              |

|  | \| \| Chasmosaurus belli \| \| \| \| \| \| Chasmosaurus russeli \| \| \| \| |
|  |                                                                             |
|  | Mojoceratops perifania                                                      |
|  |                                                                             |
|  | Chasmosaurus belli                                                          |
|  |                                                                             |
|  | Chasmosaurus russeli                                                        |
|  |                                                                             |

|  | Chasmosaurus belli   |
|  |                      |
|  | Chasmosaurus russeli |
|  |                      |

|  | \| \| Chasmosaurus belli \| \| \| \| \| \| Chasmosaurus russeli \| \| \| \| |
|  |                                                                             |
|  | Mojoceratops perifania                                                      |
|  |                                                                             |
|  | Chasmosaurus belli                                                          |
|  |                                                                             |
|  | Chasmosaurus russeli                                                        |
|  |                                                                             |

|  | Chasmosaurus belli   |
|  |                      |
|  | Chasmosaurus russeli |
|  |                      |

|  | Utahceratops gettyi       |
|  |                           |
|  | Pentaceratops sternbergii |
|  |                           |

|  | \| \| Chasmosaurus belli \| \| \| \| \| \| Chasmosaurus russeli \| \| \| \| |
|  |                                                                             |
|  | Mojoceratops perifania                                                      |
|  |                                                                             |
|  | Chasmosaurus belli                                                          |
|  |                                                                             |
|  | Chasmosaurus russeli                                                        |
|  |                                                                             |

|  | Chasmosaurus belli   |
|  |                      |
|  | Chasmosaurus russeli |
|  |                      |

|  | \| \| Chasmosaurus belli \| \| \| \| \| \| Chasmosaurus russeli \| \| \| \| |
|  |                                                                             |
|  | Mojoceratops perifania                                                      |
|  |                                                                             |
|  | Chasmosaurus belli                                                          |
|  |                                                                             |
|  | Chasmosaurus russeli                                                        |
|  |                                                                             |

|  | Chasmosaurus belli   |
|  |                      |
|  | Chasmosaurus russeli |
|  |                      |

|  | Utahceratops gettyi       |
|  |                           |
|  | Pentaceratops sternbergii |
|  |                           |

|  | Bravoceratops polyphemus     |
|  |                              |
|  | Coahuilaceratops magnacuerna |
|  |                              |

|  | Anchiceratops ornatus     |
|  |                           |
|  | Arrhinoceratops brachyops |
|  |                           |

|  | Torosaurus latus     |
|  |                      |
|  | Torosaurus utahensis |
|  |                      |

|  | Triceratops prorsus  |
|  |                      |
|  | Triceratops horridus |
|  |                      |

|  | Torosaurus latus     |
|  |                      |
|  | Torosaurus utahensis |
|  |                      |

|  | Triceratops prorsus  |
|  |                      |
|  | Triceratops horridus |
|  |                      |

|  | Torosaurus latus     |
|  |                      |
|  | Torosaurus utahensis |
|  |                      |

|  | Triceratops prorsus  |
|  |                      |
|  | Triceratops horridus |
|  |                      |

|  | Torosaurus latus     |
|  |                      |
|  | Torosaurus utahensis |
|  |                      |

|  | Triceratops prorsus  |
|  |                      |
|  | Triceratops horridus |
|  |                      |

|  | Torosaurus latus     |
|  |                      |
|  | Torosaurus utahensis |
|  |                      |

|  | Triceratops prorsus  |
|  |                      |
|  | Triceratops horridus |
|  |                      |

|  | Torosaurus latus     |
|  |                      |
|  | Torosaurus utahensis |
|  |                      |

|  | Triceratops prorsus  |
|  |                      |
|  | Triceratops horridus |
|  |                      |

|  | Torosaurus latus     |
|  |                      |
|  | Torosaurus utahensis |
|  |                      |

|  | Triceratops prorsus  |
|  |                      |
|  | Triceratops horridus |
|  |                      |

|  | Torosaurus latus     |
|  |                      |
|  | Torosaurus utahensis |
|  |                      |

|  | Triceratops prorsus  |
|  |                      |
|  | Triceratops horridus |
|  |                      |

|  | Torosaurus latus     |
|  |                      |
|  | Torosaurus utahensis |
|  |                      |

|  | Triceratops prorsus  |
|  |                      |
|  | Triceratops horridus |
|  |                      |

|  | Torosaurus latus     |
|  |                      |
|  | Torosaurus utahensis |
|  |                      |

|  | Triceratops prorsus  |
|  |                      |
|  | Triceratops horridus |
|  |                      |

|  | Torosaurus latus     |
|  |                      |
|  | Torosaurus utahensis |
|  |                      |

|  | Triceratops prorsus  |
|  |                      |
|  | Triceratops horridus |
|  |                      |

|  | Torosaurus latus     |
|  |                      |
|  | Torosaurus utahensis |
|  |                      |

|  | Triceratops prorsus  |
|  |                      |
|  | Triceratops horridus |
|  |                      |

|  | Torosaurus latus     |
|  |                      |
|  | Torosaurus utahensis |
|  |                      |

|  | Triceratops prorsus  |
|  |                      |
|  | Triceratops horridus |
|  |                      |

|  | Torosaurus latus     |
|  |                      |
|  | Torosaurus utahensis |
|  |                      |

|  | Triceratops prorsus  |
|  |                      |
|  | Triceratops horridus |
|  |                      |

|  | Torosaurus latus     |
|  |                      |
|  | Torosaurus utahensis |
|  |                      |

|  | Triceratops prorsus  |
|  |                      |
|  | Triceratops horridus |
|  |                      |

|  | Torosaurus latus     |
|  |                      |
|  | Torosaurus utahensis |
|  |                      |

|  | Triceratops prorsus  |
|  |                      |
|  | Triceratops horridus |
|  |                      |

|  | Torosaurus latus     |
|  |                      |
|  | Torosaurus utahensis |
|  |                      |

|  | Triceratops prorsus  |
|  |                      |
|  | Triceratops horridus |
|  |                      |

|  | Torosaurus latus     |
|  |                      |
|  | Torosaurus utahensis |
|  |                      |

|  | Triceratops prorsus  |
|  |                      |
|  | Triceratops horridus |
|  |                      |

|  | Torosaurus latus     |
|  |                      |
|  | Torosaurus utahensis |
|  |                      |

|  | Triceratops prorsus  |
|  |                      |
|  | Triceratops horridus |
|  |                      |

|  | Torosaurus latus     |
|  |                      |
|  | Torosaurus utahensis |
|  |                      |

|  | Triceratops prorsus  |
|  |                      |
|  | Triceratops horridus |
|  |                      |

|  | Torosaurus latus     |
|  |                      |
|  | Torosaurus utahensis |
|  |                      |

|  | Triceratops prorsus  |
|  |                      |
|  | Triceratops horridus |
|  |                      |

|  | Torosaurus latus     |
|  |                      |
|  | Torosaurus utahensis |
|  |                      |

|  | Triceratops prorsus  |
|  |                      |
|  | Triceratops horridus |
|  |                      |

|  | Torosaurus latus     |
|  |                      |
|  | Torosaurus utahensis |
|  |                      |

|  | Triceratops prorsus  |
|  |                      |
|  | Triceratops horridus |
|  |                      |

|  | Torosaurus latus     |
|  |                      |
|  | Torosaurus utahensis |
|  |                      |

|  | Triceratops prorsus  |
|  |                      |
|  | Triceratops horridus |
|  |                      |

|  | Torosaurus latus     |
|  |                      |
|  | Torosaurus utahensis |
|  |                      |

|  | Triceratops prorsus  |
|  |                      |
|  | Triceratops horridus |
|  |                      |

|  | Torosaurus latus     |
|  |                      |
|  | Torosaurus utahensis |
|  |                      |

|  | Triceratops prorsus  |
|  |                      |
|  | Triceratops horridus |
|  |                      |

|  | Torosaurus latus     |
|  |                      |
|  | Torosaurus utahensis |
|  |                      |

|  | Triceratops prorsus  |
|  |                      |
|  | Triceratops horridus |
|  |                      |

|  | Torosaurus latus     |
|  |                      |
|  | Torosaurus utahensis |
|  |                      |

|  | Triceratops prorsus  |
|  |                      |
|  | Triceratops horridus |
|  |                      |

|  | Torosaurus latus     |
|  |                      |
|  | Torosaurus utahensis |
|  |                      |

|  | Triceratops prorsus  |
|  |                      |
|  | Triceratops horridus |
|  |                      |

|  | Torosaurus latus     |
|  |                      |
|  | Torosaurus utahensis |
|  |                      |

|  | Triceratops prorsus  |
|  |                      |
|  | Triceratops horridus |
|  |                      |

|  | Torosaurus latus     |
|  |                      |
|  | Torosaurus utahensis |
|  |                      |

|  | Triceratops prorsus  |
|  |                      |
|  | Triceratops horridus |
|  |                      |

|  | Torosaurus latus     |
|  |                      |
|  | Torosaurus utahensis |
|  |                      |

|  | Triceratops prorsus  |
|  |                      |
|  | Triceratops horridus |
|  |                      |

|  | Torosaurus latus     |
|  |                      |
|  | Torosaurus utahensis |
|  |                      |

|  | Triceratops prorsus  |
|  |                      |
|  | Triceratops horridus |
|  |                      |

|  | Torosaurus latus     |
|  |                      |
|  | Torosaurus utahensis |
|  |                      |

|  | Triceratops prorsus  |
|  |                      |
|  | Triceratops horridus |
|  |                      |

|  | Torosaurus latus     |
|  |                      |
|  | Torosaurus utahensis |
|  |                      |

|  | Triceratops prorsus  |
|  |                      |
|  | Triceratops horridus |
|  |                      |

|  | Torosaurus latus     |
|  |                      |
|  | Torosaurus utahensis |
|  |                      |

|  | Triceratops prorsus  |
|  |                      |
|  | Triceratops horridus |
|  |                      |

|  | Torosaurus latus     |
|  |                      |
|  | Torosaurus utahensis |
|  |                      |

|  | Triceratops prorsus  |
|  |                      |
|  | Triceratops horridus |
|  |                      |

|  | Torosaurus latus     |
|  |                      |
|  | Torosaurus utahensis |
|  |                      |

|  | Triceratops prorsus  |
|  |                      |
|  | Triceratops horridus |
|  |                      |

|  | Torosaurus latus     |
|  |                      |
|  | Torosaurus utahensis |
|  |                      |

|  | Triceratops prorsus  |
|  |                      |
|  | Triceratops horridus |
|  |                      |

|  | Torosaurus latus     |
|  |                      |
|  | Torosaurus utahensis |
|  |                      |

|  | Triceratops prorsus  |
|  |                      |
|  | Triceratops horridus |
|  |                      |

|  | Torosaurus latus     |
|  |                      |
|  | Torosaurus utahensis |
|  |                      |

|  | Triceratops prorsus  |
|  |                      |
|  | Triceratops horridus |
|  |                      |

|  | Torosaurus latus     |
|  |                      |
|  | Torosaurus utahensis |
|  |                      |

|  | Triceratops prorsus  |
|  |                      |
|  | Triceratops horridus |
|  |                      |

|  | Torosaurus latus     |
|  |                      |
|  | Torosaurus utahensis |
|  |                      |

|  | Triceratops prorsus  |
|  |                      |
|  | Triceratops horridus |
|  |                      |

|  | Torosaurus latus     |
|  |                      |
|  | Torosaurus utahensis |
|  |                      |

|  | Triceratops prorsus  |
|  |                      |
|  | Triceratops horridus |
|  |                      |

|  | Torosaurus latus     |
|  |                      |
|  | Torosaurus utahensis |
|  |                      |

|  | Triceratops prorsus  |
|  |                      |
|  | Triceratops horridus |
|  |                      |

|  | Torosaurus latus     |
|  |                      |
|  | Torosaurus utahensis |
|  |                      |

|  | Triceratops prorsus  |
|  |                      |
|  | Triceratops horridus |
|  |                      |

|  | Torosaurus latus     |
|  |                      |
|  | Torosaurus utahensis |
|  |                      |

|  | Triceratops prorsus  |
|  |                      |
|  | Triceratops horridus |
|  |                      |

|  | Torosaurus latus     |
|  |                      |
|  | Torosaurus utahensis |
|  |                      |

|  | Triceratops prorsus  |
|  |                      |
|  | Triceratops horridus |
|  |                      |

|  | Torosaurus latus     |
|  |                      |
|  | Torosaurus utahensis |
|  |                      |

|  | Triceratops prorsus  |
|  |                      |
|  | Triceratops horridus |
|  |                      |

|  | Torosaurus latus     |
|  |                      |
|  | Torosaurus utahensis |
|  |                      |

|  | Triceratops prorsus  |
|  |                      |
|  | Triceratops horridus |
|  |                      |

|  | Torosaurus latus     |
|  |                      |
|  | Torosaurus utahensis |
|  |                      |

|  | Triceratops prorsus  |
|  |                      |
|  | Triceratops horridus |
|  |                      |

|  | Torosaurus latus     |
|  |                      |
|  | Torosaurus utahensis |
|  |                      |

|  | Triceratops prorsus  |
|  |                      |
|  | Triceratops horridus |
|  |                      |

|  | Torosaurus latus     |
|  |                      |
|  | Torosaurus utahensis |
|  |                      |

|  | Triceratops prorsus  |
|  |                      |
|  | Triceratops horridus |
|  |                      |

|  | Torosaurus latus     |
|  |                      |
|  | Torosaurus utahensis |
|  |                      |

|  | Triceratops prorsus  |
|  |                      |
|  | Triceratops horridus |
|  |                      |

|  | Torosaurus latus     |
|  |                      |
|  | Torosaurus utahensis |
|  |                      |

|  | Triceratops prorsus  |
|  |                      |
|  | Triceratops horridus |
|  |                      |

|  | Torosaurus latus     |
|  |                      |
|  | Torosaurus utahensis |
|  |                      |

|  | Triceratops prorsus  |
|  |                      |
|  | Triceratops horridus |
|  |                      |

|  | Torosaurus latus     |
|  |                      |
|  | Torosaurus utahensis |
|  |                      |

|  | Triceratops prorsus  |
|  |                      |
|  | Triceratops horridus |
|  |                      |

|  | Torosaurus latus     |
|  |                      |
|  | Torosaurus utahensis |
|  |                      |

|  | Triceratops prorsus  |
|  |                      |
|  | Triceratops horridus |
|  |                      |

|  | Torosaurus latus     |
|  |                      |
|  | Torosaurus utahensis |
|  |                      |

|  | Triceratops prorsus  |
|  |                      |
|  | Triceratops horridus |
|  |                      |

|  | Torosaurus latus     |
|  |                      |
|  | Torosaurus utahensis |
|  |                      |

|  | Triceratops prorsus  |
|  |                      |
|  | Triceratops horridus |
|  |                      |

|  | Torosaurus latus     |
|  |                      |
|  | Torosaurus utahensis |
|  |                      |

|  | Triceratops prorsus  |
|  |                      |
|  | Triceratops horridus |
|  |                      |

|  | Torosaurus latus     |
|  |                      |
|  | Torosaurus utahensis |
|  |                      |

|  | Triceratops prorsus  |
|  |                      |
|  | Triceratops horridus |
|  |                      |

|  | Torosaurus latus     |
|  |                      |
|  | Torosaurus utahensis |
|  |                      |

|  | Triceratops prorsus  |
|  |                      |
|  | Triceratops horridus |
|  |                      |

|  | Torosaurus latus     |
|  |                      |
|  | Torosaurus utahensis |
|  |                      |

|  | Triceratops prorsus  |
|  |                      |
|  | Triceratops horridus |
|  |                      |

|  | Anchiceratops ornatus     |
|  |                           |
|  | Arrhinoceratops brachyops |
|  |                           |

|  | Torosaurus latus     |
|  |                      |
|  | Torosaurus utahensis |
|  |                      |

|  | Triceratops prorsus  |
|  |                      |
|  | Triceratops horridus |
|  |                      |

|  | Torosaurus latus     |
|  |                      |
|  | Torosaurus utahensis |
|  |                      |

|  | Triceratops prorsus  |
|  |                      |
|  | Triceratops horridus |
|  |                      |

|  | Torosaurus latus     |
|  |                      |
|  | Torosaurus utahensis |
|  |                      |

|  | Triceratops prorsus  |
|  |                      |
|  | Triceratops horridus |
|  |                      |

|  | Torosaurus latus     |
|  |                      |
|  | Torosaurus utahensis |
|  |                      |

|  | Triceratops prorsus  |
|  |                      |
|  | Triceratops horridus |
|  |                      |

|  | Torosaurus latus     |
|  |                      |
|  | Torosaurus utahensis |
|  |                      |

|  | Triceratops prorsus  |
|  |                      |
|  | Triceratops horridus |
|  |                      |

|  | Torosaurus latus     |
|  |                      |
|  | Torosaurus utahensis |
|  |                      |

|  | Triceratops prorsus  |
|  |                      |
|  | Triceratops horridus |
|  |                      |

|  | Torosaurus latus     |
|  |                      |
|  | Torosaurus utahensis |
|  |                      |

|  | Triceratops prorsus  |
|  |                      |
|  | Triceratops horridus |
|  |                      |

|  | Torosaurus latus     |
|  |                      |
|  | Torosaurus utahensis |
|  |                      |

|  | Triceratops prorsus  |
|  |                      |
|  | Triceratops horridus |
|  |                      |

|  | Torosaurus latus     |
|  |                      |
|  | Torosaurus utahensis |
|  |                      |

|  | Triceratops prorsus  |
|  |                      |
|  | Triceratops horridus |
|  |                      |

|  | Torosaurus latus     |
|  |                      |
|  | Torosaurus utahensis |
|  |                      |

|  | Triceratops prorsus  |
|  |                      |
|  | Triceratops horridus |
|  |                      |

|  | Torosaurus latus     |
|  |                      |
|  | Torosaurus utahensis |
|  |                      |

|  | Triceratops prorsus  |
|  |                      |
|  | Triceratops horridus |
|  |                      |

|  | Torosaurus latus     |
|  |                      |
|  | Torosaurus utahensis |
|  |                      |

|  | Triceratops prorsus  |
|  |                      |
|  | Triceratops horridus |
|  |                      |

|  | Torosaurus latus     |
|  |                      |
|  | Torosaurus utahensis |
|  |                      |

|  | Triceratops prorsus  |
|  |                      |
|  | Triceratops horridus |
|  |                      |

|  | Torosaurus latus     |
|  |                      |
|  | Torosaurus utahensis |
|  |                      |

|  | Triceratops prorsus  |
|  |                      |
|  | Triceratops horridus |
|  |                      |

|  | Torosaurus latus     |
|  |                      |
|  | Torosaurus utahensis |
|  |                      |

|  | Triceratops prorsus  |
|  |                      |
|  | Triceratops horridus |
|  |                      |

|  | Torosaurus latus     |
|  |                      |
|  | Torosaurus utahensis |
|  |                      |

|  | Triceratops prorsus  |
|  |                      |
|  | Triceratops horridus |
|  |                      |

|  | Torosaurus latus     |
|  |                      |
|  | Torosaurus utahensis |
|  |                      |

|  | Triceratops prorsus  |
|  |                      |
|  | Triceratops horridus |
|  |                      |

|  | Torosaurus latus     |
|  |                      |
|  | Torosaurus utahensis |
|  |                      |

|  | Triceratops prorsus  |
|  |                      |
|  | Triceratops horridus |
|  |                      |

|  | Torosaurus latus     |
|  |                      |
|  | Torosaurus utahensis |
|  |                      |

|  | Triceratops prorsus  |
|  |                      |
|  | Triceratops horridus |
|  |                      |

|  | Torosaurus latus     |
|  |                      |
|  | Torosaurus utahensis |
|  |                      |

|  | Triceratops prorsus  |
|  |                      |
|  | Triceratops horridus |
|  |                      |

|  | Torosaurus latus     |
|  |                      |
|  | Torosaurus utahensis |
|  |                      |

|  | Triceratops prorsus  |
|  |                      |
|  | Triceratops horridus |
|  |                      |

|  | Torosaurus latus     |
|  |                      |
|  | Torosaurus utahensis |
|  |                      |

|  | Triceratops prorsus  |
|  |                      |
|  | Triceratops horridus |
|  |                      |

|  | Torosaurus latus     |
|  |                      |
|  | Torosaurus utahensis |
|  |                      |

|  | Triceratops prorsus  |
|  |                      |
|  | Triceratops horridus |
|  |                      |

|  | Torosaurus latus     |
|  |                      |
|  | Torosaurus utahensis |
|  |                      |

|  | Triceratops prorsus  |
|  |                      |
|  | Triceratops horridus |
|  |                      |

|  | Torosaurus latus     |
|  |                      |
|  | Torosaurus utahensis |
|  |                      |

|  | Triceratops prorsus  |
|  |                      |
|  | Triceratops horridus |
|  |                      |

|  | Torosaurus latus     |
|  |                      |
|  | Torosaurus utahensis |
|  |                      |

|  | Triceratops prorsus  |
|  |                      |
|  | Triceratops horridus |
|  |                      |

|  | Torosaurus latus     |
|  |                      |
|  | Torosaurus utahensis |
|  |                      |

|  | Triceratops prorsus  |
|  |                      |
|  | Triceratops horridus |
|  |                      |

|  | Torosaurus latus     |
|  |                      |
|  | Torosaurus utahensis |
|  |                      |

|  | Triceratops prorsus  |
|  |                      |
|  | Triceratops horridus |
|  |                      |

|  | Torosaurus latus     |
|  |                      |
|  | Torosaurus utahensis |
|  |                      |

|  | Triceratops prorsus  |
|  |                      |
|  | Triceratops horridus |
|  |                      |

|  | Torosaurus latus     |
|  |                      |
|  | Torosaurus utahensis |
|  |                      |

|  | Triceratops prorsus  |
|  |                      |
|  | Triceratops horridus |
|  |                      |

|  | Torosaurus latus     |
|  |                      |
|  | Torosaurus utahensis |
|  |                      |

|  | Triceratops prorsus  |
|  |                      |
|  | Triceratops horridus |
|  |                      |

|  | Torosaurus latus     |
|  |                      |
|  | Torosaurus utahensis |
|  |                      |

|  | Triceratops prorsus  |
|  |                      |
|  | Triceratops horridus |
|  |                      |

|  | Torosaurus latus     |
|  |                      |
|  | Torosaurus utahensis |
|  |                      |

|  | Triceratops prorsus  |
|  |                      |
|  | Triceratops horridus |
|  |                      |

|  | Torosaurus latus     |
|  |                      |
|  | Torosaurus utahensis |
|  |                      |

|  | Triceratops prorsus  |
|  |                      |
|  | Triceratops horridus |
|  |                      |

|  | Torosaurus latus     |
|  |                      |
|  | Torosaurus utahensis |
|  |                      |

|  | Triceratops prorsus  |
|  |                      |
|  | Triceratops horridus |
|  |                      |

|  | Torosaurus latus     |
|  |                      |
|  | Torosaurus utahensis |
|  |                      |

|  | Triceratops prorsus  |
|  |                      |
|  | Triceratops horridus |
|  |                      |

|  | Torosaurus latus     |
|  |                      |
|  | Torosaurus utahensis |
|  |                      |

|  | Triceratops prorsus  |
|  |                      |
|  | Triceratops horridus |
|  |                      |

|  | Torosaurus latus     |
|  |                      |
|  | Torosaurus utahensis |
|  |                      |

|  | Triceratops prorsus  |
|  |                      |
|  | Triceratops horridus |
|  |                      |

|  | Torosaurus latus     |
|  |                      |
|  | Torosaurus utahensis |
|  |                      |

|  | Triceratops prorsus  |
|  |                      |
|  | Triceratops horridus |
|  |                      |

|  | Torosaurus latus     |
|  |                      |
|  | Torosaurus utahensis |
|  |                      |

|  | Triceratops prorsus  |
|  |                      |
|  | Triceratops horridus |
|  |                      |

|  | Torosaurus latus     |
|  |                      |
|  | Torosaurus utahensis |
|  |                      |

|  | Triceratops prorsus  |
|  |                      |
|  | Triceratops horridus |
|  |                      |

|  | Torosaurus latus     |
|  |                      |
|  | Torosaurus utahensis |
|  |                      |

|  | Triceratops prorsus  |
|  |                      |
|  | Triceratops horridus |
|  |                      |

|  | Torosaurus latus     |
|  |                      |
|  | Torosaurus utahensis |
|  |                      |

|  | Triceratops prorsus  |
|  |                      |
|  | Triceratops horridus |
|  |                      |

|  | Torosaurus latus     |
|  |                      |
|  | Torosaurus utahensis |
|  |                      |

|  | Triceratops prorsus  |
|  |                      |
|  | Triceratops horridus |
|  |                      |

|  | Torosaurus latus     |
|  |                      |
|  | Torosaurus utahensis |
|  |                      |

|  | Triceratops prorsus  |
|  |                      |
|  | Triceratops horridus |
|  |                      |

|  | Torosaurus latus     |
|  |                      |
|  | Torosaurus utahensis |
|  |                      |

|  | Triceratops prorsus  |
|  |                      |
|  | Triceratops horridus |
|  |                      |

|  | Torosaurus latus     |
|  |                      |
|  | Torosaurus utahensis |
|  |                      |

|  | Triceratops prorsus  |
|  |                      |
|  | Triceratops horridus |
|  |                      |

|  | Torosaurus latus     |
|  |                      |
|  | Torosaurus utahensis |
|  |                      |

|  | Triceratops prorsus  |
|  |                      |
|  | Triceratops horridus |
|  |                      |

|  | Torosaurus latus     |
|  |                      |
|  | Torosaurus utahensis |
|  |                      |

|  | Triceratops prorsus  |
|  |                      |
|  | Triceratops horridus |
|  |                      |

|  | Torosaurus latus     |
|  |                      |
|  | Torosaurus utahensis |
|  |                      |

|  | Triceratops prorsus  |
|  |                      |
|  | Triceratops horridus |
|  |                      |

|  | Torosaurus latus     |
|  |                      |
|  | Torosaurus utahensis |
|  |                      |

|  | Triceratops prorsus  |
|  |                      |
|  | Triceratops horridus |
|  |                      |

|  | Torosaurus latus     |
|  |                      |
|  | Torosaurus utahensis |
|  |                      |

|  | Triceratops prorsus  |
|  |                      |
|  | Triceratops horridus |
|  |                      |

|  | Torosaurus latus     |
|  |                      |
|  | Torosaurus utahensis |
|  |                      |

|  | Triceratops prorsus  |
|  |                      |
|  | Triceratops horridus |
|  |                      |

|  | Torosaurus latus     |
|  |                      |
|  | Torosaurus utahensis |
|  |                      |

|  | Triceratops prorsus  |
|  |                      |
|  | Triceratops horridus |
|  |                      |

|  | Torosaurus latus     |
|  |                      |
|  | Torosaurus utahensis |
|  |                      |

|  | Triceratops prorsus  |
|  |                      |
|  | Triceratops horridus |
|  |                      |

|  | Torosaurus latus     |
|  |                      |
|  | Torosaurus utahensis |
|  |                      |

|  | Triceratops prorsus  |
|  |                      |
|  | Triceratops horridus |
|  |                      |

|  | Torosaurus latus     |
|  |                      |
|  | Torosaurus utahensis |
|  |                      |

|  | Triceratops prorsus  |
|  |                      |
|  | Triceratops horridus |
|  |                      |

|  | Torosaurus latus     |
|  |                      |
|  | Torosaurus utahensis |
|  |                      |

|  | Triceratops prorsus  |
|  |                      |
|  | Triceratops horridus |
|  |                      |

|  | Torosaurus latus     |
|  |                      |
|  | Torosaurus utahensis |
|  |                      |

|  | Triceratops prorsus  |
|  |                      |
|  | Triceratops horridus |
|  |                      |

|  | Torosaurus latus     |
|  |                      |
|  | Torosaurus utahensis |
|  |                      |

|  | Triceratops prorsus  |
|  |                      |
|  | Triceratops horridus |
|  |                      |

|  | Torosaurus latus     |
|  |                      |
|  | Torosaurus utahensis |
|  |                      |

|  | Triceratops prorsus  |
|  |                      |
|  | Triceratops horridus |
|  |                      |

|  | Torosaurus latus     |
|  |                      |
|  | Torosaurus utahensis |
|  |                      |

|  | Triceratops prorsus  |
|  |                      |
|  | Triceratops horridus |
|  |                      |

|  | Torosaurus latus     |
|  |                      |
|  | Torosaurus utahensis |
|  |                      |

|  | Triceratops prorsus  |
|  |                      |
|  | Triceratops horridus |
|  |                      |

|  | Torosaurus latus     |
|  |                      |
|  | Torosaurus utahensis |
|  |                      |

|  | Triceratops prorsus  |
|  |                      |
|  | Triceratops horridus |
|  |                      |

|  | \| \| Chasmosaurus belli \| \| \| \| \| \| Chasmosaurus russeli \| \| \| \| |
|  |                                                                             |
|  | Mojoceratops perifania                                                      |
|  |                                                                             |
|  | Chasmosaurus belli                                                          |
|  |                                                                             |
|  | Chasmosaurus russeli                                                        |
|  |                                                                             |

|  | Chasmosaurus belli   |
|  |                      |
|  | Chasmosaurus russeli |
|  |                      |

|  | \| \| Chasmosaurus belli \| \| \| \| \| \| Chasmosaurus russeli \| \| \| \| |
|  |                                                                             |
|  | Mojoceratops perifania                                                      |
|  |                                                                             |
|  | Chasmosaurus belli                                                          |
|  |                                                                             |
|  | Chasmosaurus russeli                                                        |
|  |                                                                             |

|  | Chasmosaurus belli   |
|  |                      |
|  | Chasmosaurus russeli |
|  |                      |

|  | Utahceratops gettyi       |
|  |                           |
|  | Pentaceratops sternbergii |
|  |                           |

|  | \| \| Chasmosaurus belli \| \| \| \| \| \| Chasmosaurus russeli \| \| \| \| |
|  |                                                                             |
|  | Mojoceratops perifania                                                      |
|  |                                                                             |
|  | Chasmosaurus belli                                                          |
|  |                                                                             |
|  | Chasmosaurus russeli                                                        |
|  |                                                                             |

|  | Chasmosaurus belli   |
|  |                      |
|  | Chasmosaurus russeli |
|  |                      |

|  | \| \| Chasmosaurus belli \| \| \| \| \| \| Chasmosaurus russeli \| \| \| \| |
|  |                                                                             |
|  | Mojoceratops perifania                                                      |
|  |                                                                             |
|  | Chasmosaurus belli                                                          |
|  |                                                                             |
|  | Chasmosaurus russeli                                                        |
|  |                                                                             |

|  | Chasmosaurus belli   |
|  |                      |
|  | Chasmosaurus russeli |
|  |                      |

|  | Utahceratops gettyi       |
|  |                           |
|  | Pentaceratops sternbergii |
|  |                           |

|  | Bravoceratops polyphemus     |
|  |                              |
|  | Coahuilaceratops magnacuerna |
|  |                              |

|  | \| \| Chasmosaurus belli \| \| \| \| \| \| Chasmosaurus russeli \| \| \| \| |
|  |                                                                             |
|  | Mojoceratops perifania                                                      |
|  |                                                                             |
|  | Chasmosaurus belli                                                          |
|  |                                                                             |
|  | Chasmosaurus russeli                                                        |
|  |                                                                             |

|  | Chasmosaurus belli   |
|  |                      |
|  | Chasmosaurus russeli |
|  |                      |

|  | \| \| Chasmosaurus belli \| \| \| \| \| \| Chasmosaurus russeli \| \| \| \| |
|  |                                                                             |
|  | Mojoceratops perifania                                                      |
|  |                                                                             |
|  | Chasmosaurus belli                                                          |
|  |                                                                             |
|  | Chasmosaurus russeli                                                        |
|  |                                                                             |

|  | Chasmosaurus belli   |
|  |                      |
|  | Chasmosaurus russeli |
|  |                      |

|  | Utahceratops gettyi       |
|  |                           |
|  | Pentaceratops sternbergii |
|  |                           |

|  | \| \| Chasmosaurus belli \| \| \| \| \| \| Chasmosaurus russeli \| \| \| \| |
|  |                                                                             |
|  | Mojoceratops perifania                                                      |
|  |                                                                             |
|  | Chasmosaurus belli                                                          |
|  |                                                                             |
|  | Chasmosaurus russeli                                                        |
|  |                                                                             |

|  | Chasmosaurus belli   |
|  |                      |
|  | Chasmosaurus russeli |
|  |                      |

|  | \| \| Chasmosaurus belli \| \| \| \| \| \| Chasmosaurus russeli \| \| \| \| |
|  |                                                                             |
|  | Mojoceratops perifania                                                      |
|  |                                                                             |
|  | Chasmosaurus belli                                                          |
|  |                                                                             |
|  | Chasmosaurus russeli                                                        |
|  |                                                                             |

|  | Chasmosaurus belli   |
|  |                      |
|  | Chasmosaurus russeli |
|  |                      |

|  | Utahceratops gettyi       |
|  |                           |
|  | Pentaceratops sternbergii |
|  |                           |

|  | Bravoceratops polyphemus     |
|  |                              |
|  | Coahuilaceratops magnacuerna |
|  |                              |

|  | Anchiceratops ornatus     |
|  |                           |
|  | Arrhinoceratops brachyops |
|  |                           |

|  | Torosaurus latus     |
|  |                      |
|  | Torosaurus utahensis |
|  |                      |

|  | Triceratops prorsus  |
|  |                      |
|  | Triceratops horridus |
|  |                      |

|  | Torosaurus latus     |
|  |                      |
|  | Torosaurus utahensis |
|  |                      |

|  | Triceratops prorsus  |
|  |                      |
|  | Triceratops horridus |
|  |                      |

|  | Torosaurus latus     |
|  |                      |
|  | Torosaurus utahensis |
|  |                      |

|  | Triceratops prorsus  |
|  |                      |
|  | Triceratops horridus |
|  |                      |

|  | Torosaurus latus     |
|  |                      |
|  | Torosaurus utahensis |
|  |                      |

|  | Triceratops prorsus  |
|  |                      |
|  | Triceratops horridus |
|  |                      |

|  | Torosaurus latus     |
|  |                      |
|  | Torosaurus utahensis |
|  |                      |

|  | Triceratops prorsus  |
|  |                      |
|  | Triceratops horridus |
|  |                      |

|  | Torosaurus latus     |
|  |                      |
|  | Torosaurus utahensis |
|  |                      |

|  | Triceratops prorsus  |
|  |                      |
|  | Triceratops horridus |
|  |                      |

|  | Torosaurus latus     |
|  |                      |
|  | Torosaurus utahensis |
|  |                      |

|  | Triceratops prorsus  |
|  |                      |
|  | Triceratops horridus |
|  |                      |

|  | Torosaurus latus     |
|  |                      |
|  | Torosaurus utahensis |
|  |                      |

|  | Triceratops prorsus  |
|  |                      |
|  | Triceratops horridus |
|  |                      |

|  | Torosaurus latus     |
|  |                      |
|  | Torosaurus utahensis |
|  |                      |

|  | Triceratops prorsus  |
|  |                      |
|  | Triceratops horridus |
|  |                      |

|  | Torosaurus latus     |
|  |                      |
|  | Torosaurus utahensis |
|  |                      |

|  | Triceratops prorsus  |
|  |                      |
|  | Triceratops horridus |
|  |                      |

|  | Torosaurus latus     |
|  |                      |
|  | Torosaurus utahensis |
|  |                      |

|  | Triceratops prorsus  |
|  |                      |
|  | Triceratops horridus |
|  |                      |

|  | Torosaurus latus     |
|  |                      |
|  | Torosaurus utahensis |
|  |                      |

|  | Triceratops prorsus  |
|  |                      |
|  | Triceratops horridus |
|  |                      |

|  | Torosaurus latus     |
|  |                      |
|  | Torosaurus utahensis |
|  |                      |

|  | Triceratops prorsus  |
|  |                      |
|  | Triceratops horridus |
|  |                      |

|  | Torosaurus latus     |
|  |                      |
|  | Torosaurus utahensis |
|  |                      |

|  | Triceratops prorsus  |
|  |                      |
|  | Triceratops horridus |
|  |                      |

|  | Torosaurus latus     |
|  |                      |
|  | Torosaurus utahensis |
|  |                      |

|  | Triceratops prorsus  |
|  |                      |
|  | Triceratops horridus |
|  |                      |

|  | Torosaurus latus     |
|  |                      |
|  | Torosaurus utahensis |
|  |                      |

|  | Triceratops prorsus  |
|  |                      |
|  | Triceratops horridus |
|  |                      |

|  | Torosaurus latus     |
|  |                      |
|  | Torosaurus utahensis |
|  |                      |

|  | Triceratops prorsus  |
|  |                      |
|  | Triceratops horridus |
|  |                      |

|  | Torosaurus latus     |
|  |                      |
|  | Torosaurus utahensis |
|  |                      |

|  | Triceratops prorsus  |
|  |                      |
|  | Triceratops horridus |
|  |                      |

|  | Torosaurus latus     |
|  |                      |
|  | Torosaurus utahensis |
|  |                      |

|  | Triceratops prorsus  |
|  |                      |
|  | Triceratops horridus |
|  |                      |

|  | Torosaurus latus     |
|  |                      |
|  | Torosaurus utahensis |
|  |                      |

|  | Triceratops prorsus  |
|  |                      |
|  | Triceratops horridus |
|  |                      |

|  | Torosaurus latus     |
|  |                      |
|  | Torosaurus utahensis |
|  |                      |

|  | Triceratops prorsus  |
|  |                      |
|  | Triceratops horridus |
|  |                      |

|  | Torosaurus latus     |
|  |                      |
|  | Torosaurus utahensis |
|  |                      |

|  | Triceratops prorsus  |
|  |                      |
|  | Triceratops horridus |
|  |                      |

|  | Torosaurus latus     |
|  |                      |
|  | Torosaurus utahensis |
|  |                      |

|  | Triceratops prorsus  |
|  |                      |
|  | Triceratops horridus |
|  |                      |

|  | Torosaurus latus     |
|  |                      |
|  | Torosaurus utahensis |
|  |                      |

|  | Triceratops prorsus  |
|  |                      |
|  | Triceratops horridus |
|  |                      |

|  | Torosaurus latus     |
|  |                      |
|  | Torosaurus utahensis |
|  |                      |

|  | Triceratops prorsus  |
|  |                      |
|  | Triceratops horridus |
|  |                      |

|  | Torosaurus latus     |
|  |                      |
|  | Torosaurus utahensis |
|  |                      |

|  | Triceratops prorsus  |
|  |                      |
|  | Triceratops horridus |
|  |                      |

|  | Torosaurus latus     |
|  |                      |
|  | Torosaurus utahensis |
|  |                      |

|  | Triceratops prorsus  |
|  |                      |
|  | Triceratops horridus |
|  |                      |

|  | Torosaurus latus     |
|  |                      |
|  | Torosaurus utahensis |
|  |                      |

|  | Triceratops prorsus  |
|  |                      |
|  | Triceratops horridus |
|  |                      |

|  | Torosaurus latus     |
|  |                      |
|  | Torosaurus utahensis |
|  |                      |

|  | Triceratops prorsus  |
|  |                      |
|  | Triceratops horridus |
|  |                      |

|  | Torosaurus latus     |
|  |                      |
|  | Torosaurus utahensis |
|  |                      |

|  | Triceratops prorsus  |
|  |                      |
|  | Triceratops horridus |
|  |                      |

|  | Torosaurus latus     |
|  |                      |
|  | Torosaurus utahensis |
|  |                      |

|  | Triceratops prorsus  |
|  |                      |
|  | Triceratops horridus |
|  |                      |

|  | Torosaurus latus     |
|  |                      |
|  | Torosaurus utahensis |
|  |                      |

|  | Triceratops prorsus  |
|  |                      |
|  | Triceratops horridus |
|  |                      |

|  | Torosaurus latus     |
|  |                      |
|  | Torosaurus utahensis |
|  |                      |

|  | Triceratops prorsus  |
|  |                      |
|  | Triceratops horridus |
|  |                      |

|  | Torosaurus latus     |
|  |                      |
|  | Torosaurus utahensis |
|  |                      |

|  | Triceratops prorsus  |
|  |                      |
|  | Triceratops horridus |
|  |                      |

|  | Torosaurus latus     |
|  |                      |
|  | Torosaurus utahensis |
|  |                      |

|  | Triceratops prorsus  |
|  |                      |
|  | Triceratops horridus |
|  |                      |

|  | Torosaurus latus     |
|  |                      |
|  | Torosaurus utahensis |
|  |                      |

|  | Triceratops prorsus  |
|  |                      |
|  | Triceratops horridus |
|  |                      |

|  | Torosaurus latus     |
|  |                      |
|  | Torosaurus utahensis |
|  |                      |

|  | Triceratops prorsus  |
|  |                      |
|  | Triceratops horridus |
|  |                      |

|  | Torosaurus latus     |
|  |                      |
|  | Torosaurus utahensis |
|  |                      |

|  | Triceratops prorsus  |
|  |                      |
|  | Triceratops horridus |
|  |                      |

|  | Torosaurus latus     |
|  |                      |
|  | Torosaurus utahensis |
|  |                      |

|  | Triceratops prorsus  |
|  |                      |
|  | Triceratops horridus |
|  |                      |

|  | Torosaurus latus     |
|  |                      |
|  | Torosaurus utahensis |
|  |                      |

|  | Triceratops prorsus  |
|  |                      |
|  | Triceratops horridus |
|  |                      |

|  | Torosaurus latus     |
|  |                      |
|  | Torosaurus utahensis |
|  |                      |

|  | Triceratops prorsus  |
|  |                      |
|  | Triceratops horridus |
|  |                      |

|  | Torosaurus latus     |
|  |                      |
|  | Torosaurus utahensis |
|  |                      |

|  | Triceratops prorsus  |
|  |                      |
|  | Triceratops horridus |
|  |                      |

|  | Torosaurus latus     |
|  |                      |
|  | Torosaurus utahensis |
|  |                      |

|  | Triceratops prorsus  |
|  |                      |
|  | Triceratops horridus |
|  |                      |

|  | Torosaurus latus     |
|  |                      |
|  | Torosaurus utahensis |
|  |                      |

|  | Triceratops prorsus  |
|  |                      |
|  | Triceratops horridus |
|  |                      |

|  | Torosaurus latus     |
|  |                      |
|  | Torosaurus utahensis |
|  |                      |

|  | Triceratops prorsus  |
|  |                      |
|  | Triceratops horridus |
|  |                      |

|  | Torosaurus latus     |
|  |                      |
|  | Torosaurus utahensis |
|  |                      |

|  | Triceratops prorsus  |
|  |                      |
|  | Triceratops horridus |
|  |                      |

|  | Torosaurus latus     |
|  |                      |
|  | Torosaurus utahensis |
|  |                      |

|  | Triceratops prorsus  |
|  |                      |
|  | Triceratops horridus |
|  |                      |

|  | Torosaurus latus     |
|  |                      |
|  | Torosaurus utahensis |
|  |                      |

|  | Triceratops prorsus  |
|  |                      |
|  | Triceratops horridus |
|  |                      |

|  | Torosaurus latus     |
|  |                      |
|  | Torosaurus utahensis |
|  |                      |

|  | Triceratops prorsus  |
|  |                      |
|  | Triceratops horridus |
|  |                      |

|  | Torosaurus latus     |
|  |                      |
|  | Torosaurus utahensis |
|  |                      |

|  | Triceratops prorsus  |
|  |                      |
|  | Triceratops horridus |
|  |                      |

|  | Torosaurus latus     |
|  |                      |
|  | Torosaurus utahensis |
|  |                      |

|  | Triceratops prorsus  |
|  |                      |
|  | Triceratops horridus |
|  |                      |

|  | Torosaurus latus     |
|  |                      |
|  | Torosaurus utahensis |
|  |                      |

|  | Triceratops prorsus  |
|  |                      |
|  | Triceratops horridus |
|  |                      |

|  | Torosaurus latus     |
|  |                      |
|  | Torosaurus utahensis |
|  |                      |

|  | Triceratops prorsus  |
|  |                      |
|  | Triceratops horridus |
|  |                      |

|  | Torosaurus latus     |
|  |                      |
|  | Torosaurus utahensis |
|  |                      |

|  | Triceratops prorsus  |
|  |                      |
|  | Triceratops horridus |
|  |                      |

|  | Torosaurus latus     |
|  |                      |
|  | Torosaurus utahensis |
|  |                      |

|  | Triceratops prorsus  |
|  |                      |
|  | Triceratops horridus |
|  |                      |

|  | Torosaurus latus     |
|  |                      |
|  | Torosaurus utahensis |
|  |                      |

|  | Triceratops prorsus  |
|  |                      |
|  | Triceratops horridus |
|  |                      |

|  | Torosaurus latus     |
|  |                      |
|  | Torosaurus utahensis |
|  |                      |

|  | Triceratops prorsus  |
|  |                      |
|  | Triceratops horridus |
|  |                      |

|  | Torosaurus latus     |
|  |                      |
|  | Torosaurus utahensis |
|  |                      |

|  | Triceratops prorsus  |
|  |                      |
|  | Triceratops horridus |
|  |                      |

|  | Torosaurus latus     |
|  |                      |
|  | Torosaurus utahensis |
|  |                      |

|  | Triceratops prorsus  |
|  |                      |
|  | Triceratops horridus |
|  |                      |

|  | Torosaurus latus     |
|  |                      |
|  | Torosaurus utahensis |
|  |                      |

|  | Triceratops prorsus  |
|  |                      |
|  | Triceratops horridus |
|  |                      |

|  | Torosaurus latus     |
|  |                      |
|  | Torosaurus utahensis |
|  |                      |

|  | Triceratops prorsus  |
|  |                      |
|  | Triceratops horridus |
|  |                      |

|  | Torosaurus latus     |
|  |                      |
|  | Torosaurus utahensis |
|  |                      |

|  | Triceratops prorsus  |
|  |                      |
|  | Triceratops horridus |
|  |                      |

|  | Torosaurus latus     |
|  |                      |
|  | Torosaurus utahensis |
|  |                      |

|  | Triceratops prorsus  |
|  |                      |
|  | Triceratops horridus |
|  |                      |

|  | Torosaurus latus     |
|  |                      |
|  | Torosaurus utahensis |
|  |                      |

|  | Triceratops prorsus  |
|  |                      |
|  | Triceratops horridus |
|  |                      |

|  | Anchiceratops ornatus     |
|  |                           |
|  | Arrhinoceratops brachyops |
|  |                           |

|  | Torosaurus latus     |
|  |                      |
|  | Torosaurus utahensis |
|  |                      |

|  | Triceratops prorsus  |
|  |                      |
|  | Triceratops horridus |
|  |                      |

|  | Torosaurus latus     |
|  |                      |
|  | Torosaurus utahensis |
|  |                      |

|  | Triceratops prorsus  |
|  |                      |
|  | Triceratops horridus |
|  |                      |

|  | Torosaurus latus     |
|  |                      |
|  | Torosaurus utahensis |
|  |                      |

|  | Triceratops prorsus  |
|  |                      |
|  | Triceratops horridus |
|  |                      |

|  | Torosaurus latus     |
|  |                      |
|  | Torosaurus utahensis |
|  |                      |

|  | Triceratops prorsus  |
|  |                      |
|  | Triceratops horridus |
|  |                      |

|  | Torosaurus latus     |
|  |                      |
|  | Torosaurus utahensis |
|  |                      |

|  | Triceratops prorsus  |
|  |                      |
|  | Triceratops horridus |
|  |                      |

|  | Torosaurus latus     |
|  |                      |
|  | Torosaurus utahensis |
|  |                      |

|  | Triceratops prorsus  |
|  |                      |
|  | Triceratops horridus |
|  |                      |

|  | Torosaurus latus     |
|  |                      |
|  | Torosaurus utahensis |
|  |                      |

|  | Triceratops prorsus  |
|  |                      |
|  | Triceratops horridus |
|  |                      |

|  | Torosaurus latus     |
|  |                      |
|  | Torosaurus utahensis |
|  |                      |

|  | Triceratops prorsus  |
|  |                      |
|  | Triceratops horridus |
|  |                      |

|  | Torosaurus latus     |
|  |                      |
|  | Torosaurus utahensis |
|  |                      |

|  | Triceratops prorsus  |
|  |                      |
|  | Triceratops horridus |
|  |                      |

|  | Torosaurus latus     |
|  |                      |
|  | Torosaurus utahensis |
|  |                      |

|  | Triceratops prorsus  |
|  |                      |
|  | Triceratops horridus |
|  |                      |

|  | Torosaurus latus     |
|  |                      |
|  | Torosaurus utahensis |
|  |                      |

|  | Triceratops prorsus  |
|  |                      |
|  | Triceratops horridus |
|  |                      |

|  | Torosaurus latus     |
|  |                      |
|  | Torosaurus utahensis |
|  |                      |

|  | Triceratops prorsus  |
|  |                      |
|  | Triceratops horridus |
|  |                      |

|  | Torosaurus latus     |
|  |                      |
|  | Torosaurus utahensis |
|  |                      |

|  | Triceratops prorsus  |
|  |                      |
|  | Triceratops horridus |
|  |                      |

|  | Torosaurus latus     |
|  |                      |
|  | Torosaurus utahensis |
|  |                      |

|  | Triceratops prorsus  |
|  |                      |
|  | Triceratops horridus |
|  |                      |

|  | Torosaurus latus     |
|  |                      |
|  | Torosaurus utahensis |
|  |                      |

|  | Triceratops prorsus  |
|  |                      |
|  | Triceratops horridus |
|  |                      |

|  | Torosaurus latus     |
|  |                      |
|  | Torosaurus utahensis |
|  |                      |

|  | Triceratops prorsus  |
|  |                      |
|  | Triceratops horridus |
|  |                      |

|  | Torosaurus latus     |
|  |                      |
|  | Torosaurus utahensis |
|  |                      |

|  | Triceratops prorsus  |
|  |                      |
|  | Triceratops horridus |
|  |                      |

|  | Torosaurus latus     |
|  |                      |
|  | Torosaurus utahensis |
|  |                      |

|  | Triceratops prorsus  |
|  |                      |
|  | Triceratops horridus |
|  |                      |

|  | Torosaurus latus     |
|  |                      |
|  | Torosaurus utahensis |
|  |                      |

|  | Triceratops prorsus  |
|  |                      |
|  | Triceratops horridus |
|  |                      |

|  | Torosaurus latus     |
|  |                      |
|  | Torosaurus utahensis |
|  |                      |

|  | Triceratops prorsus  |
|  |                      |
|  | Triceratops horridus |
|  |                      |

|  | Torosaurus latus     |
|  |                      |
|  | Torosaurus utahensis |
|  |                      |

|  | Triceratops prorsus  |
|  |                      |
|  | Triceratops horridus |
|  |                      |

|  | Torosaurus latus     |
|  |                      |
|  | Torosaurus utahensis |
|  |                      |

|  | Triceratops prorsus  |
|  |                      |
|  | Triceratops horridus |
|  |                      |

|  | Torosaurus latus     |
|  |                      |
|  | Torosaurus utahensis |
|  |                      |

|  | Triceratops prorsus  |
|  |                      |
|  | Triceratops horridus |
|  |                      |

|  | Torosaurus latus     |
|  |                      |
|  | Torosaurus utahensis |
|  |                      |

|  | Triceratops prorsus  |
|  |                      |
|  | Triceratops horridus |
|  |                      |

|  | Torosaurus latus     |
|  |                      |
|  | Torosaurus utahensis |
|  |                      |

|  | Triceratops prorsus  |
|  |                      |
|  | Triceratops horridus |
|  |                      |

|  | Torosaurus latus     |
|  |                      |
|  | Torosaurus utahensis |
|  |                      |

|  | Triceratops prorsus  |
|  |                      |
|  | Triceratops horridus |
|  |                      |

|  | Torosaurus latus     |
|  |                      |
|  | Torosaurus utahensis |
|  |                      |

|  | Triceratops prorsus  |
|  |                      |
|  | Triceratops horridus |
|  |                      |

|  | Torosaurus latus     |
|  |                      |
|  | Torosaurus utahensis |
|  |                      |

|  | Triceratops prorsus  |
|  |                      |
|  | Triceratops horridus |
|  |                      |

|  | Torosaurus latus     |
|  |                      |
|  | Torosaurus utahensis |
|  |                      |

|  | Triceratops prorsus  |
|  |                      |
|  | Triceratops horridus |
|  |                      |

|  | Torosaurus latus     |
|  |                      |
|  | Torosaurus utahensis |
|  |                      |

|  | Triceratops prorsus  |
|  |                      |
|  | Triceratops horridus |
|  |                      |

|  | Torosaurus latus     |
|  |                      |
|  | Torosaurus utahensis |
|  |                      |

|  | Triceratops prorsus  |
|  |                      |
|  | Triceratops horridus |
|  |                      |

|  | Torosaurus latus     |
|  |                      |
|  | Torosaurus utahensis |
|  |                      |

|  | Triceratops prorsus  |
|  |                      |
|  | Triceratops horridus |
|  |                      |

|  | Torosaurus latus     |
|  |                      |
|  | Torosaurus utahensis |
|  |                      |

|  | Triceratops prorsus  |
|  |                      |
|  | Triceratops horridus |
|  |                      |

|  | Torosaurus latus     |
|  |                      |
|  | Torosaurus utahensis |
|  |                      |

|  | Triceratops prorsus  |
|  |                      |
|  | Triceratops horridus |
|  |                      |

|  | Torosaurus latus     |
|  |                      |
|  | Torosaurus utahensis |
|  |                      |

|  | Triceratops prorsus  |
|  |                      |
|  | Triceratops horridus |
|  |                      |

|  | Torosaurus latus     |
|  |                      |
|  | Torosaurus utahensis |
|  |                      |

|  | Triceratops prorsus  |
|  |                      |
|  | Triceratops horridus |
|  |                      |

|  | Torosaurus latus     |
|  |                      |
|  | Torosaurus utahensis |
|  |                      |

|  | Triceratops prorsus  |
|  |                      |
|  | Triceratops horridus |
|  |                      |

|  | Torosaurus latus     |
|  |                      |
|  | Torosaurus utahensis |
|  |                      |

|  | Triceratops prorsus  |
|  |                      |
|  | Triceratops horridus |
|  |                      |

|  | Torosaurus latus     |
|  |                      |
|  | Torosaurus utahensis |
|  |                      |

|  | Triceratops prorsus  |
|  |                      |
|  | Triceratops horridus |
|  |                      |

|  | Torosaurus latus     |
|  |                      |
|  | Torosaurus utahensis |
|  |                      |

|  | Triceratops prorsus  |
|  |                      |
|  | Triceratops horridus |
|  |                      |

|  | Torosaurus latus     |
|  |                      |
|  | Torosaurus utahensis |
|  |                      |

|  | Triceratops prorsus  |
|  |                      |
|  | Triceratops horridus |
|  |                      |

|  | Torosaurus latus     |
|  |                      |
|  | Torosaurus utahensis |
|  |                      |

|  | Triceratops prorsus  |
|  |                      |
|  | Triceratops horridus |
|  |                      |

|  | Torosaurus latus     |
|  |                      |
|  | Torosaurus utahensis |
|  |                      |

|  | Triceratops prorsus  |
|  |                      |
|  | Triceratops horridus |
|  |                      |

|  | Torosaurus latus     |
|  |                      |
|  | Torosaurus utahensis |
|  |                      |

|  | Triceratops prorsus  |
|  |                      |
|  | Triceratops horridus |
|  |                      |

|  | Torosaurus latus     |
|  |                      |
|  | Torosaurus utahensis |
|  |                      |

|  | Triceratops prorsus  |
|  |                      |
|  | Triceratops horridus |
|  |                      |

|  | Torosaurus latus     |
|  |                      |
|  | Torosaurus utahensis |
|  |                      |

|  | Triceratops prorsus  |
|  |                      |
|  | Triceratops horridus |
|  |                      |

|  | Torosaurus latus     |
|  |                      |
|  | Torosaurus utahensis |
|  |                      |

|  | Triceratops prorsus  |
|  |                      |
|  | Triceratops horridus |
|  |                      |

|  | Torosaurus latus     |
|  |                      |
|  | Torosaurus utahensis |
|  |                      |

|  | Triceratops prorsus  |
|  |                      |
|  | Triceratops horridus |
|  |                      |

|  | Torosaurus latus     |
|  |                      |
|  | Torosaurus utahensis |
|  |                      |

|  | Triceratops prorsus  |
|  |                      |
|  | Triceratops horridus |
|  |                      |

|  | Torosaurus latus     |
|  |                      |
|  | Torosaurus utahensis |
|  |                      |

|  | Triceratops prorsus  |
|  |                      |
|  | Triceratops horridus |
|  |                      |

|  | Torosaurus latus     |
|  |                      |
|  | Torosaurus utahensis |
|  |                      |

|  | Triceratops prorsus  |
|  |                      |
|  | Triceratops horridus |
|  |                      |

|  | Torosaurus latus     |
|  |                      |
|  | Torosaurus utahensis |
|  |                      |

|  | Triceratops prorsus  |
|  |                      |
|  | Triceratops horridus |
|  |                      |

|  | Torosaurus latus     |
|  |                      |
|  | Torosaurus utahensis |
|  |                      |

|  | Triceratops prorsus  |
|  |                      |
|  | Triceratops horridus |
|  |                      |

|  | Torosaurus latus     |
|  |                      |
|  | Torosaurus utahensis |
|  |                      |

|  | Triceratops prorsus  |
|  |                      |
|  | Triceratops horridus |
|  |                      |

|  | Torosaurus latus     |
|  |                      |
|  | Torosaurus utahensis |
|  |                      |

|  | Triceratops prorsus  |
|  |                      |
|  | Triceratops horridus |
|  |                      |

|  | Torosaurus latus     |
|  |                      |
|  | Torosaurus utahensis |
|  |                      |

|  | Triceratops prorsus  |
|  |                      |
|  | Triceratops horridus |
|  |                      |

|  | Torosaurus latus     |
|  |                      |
|  | Torosaurus utahensis |
|  |                      |

|  | Triceratops prorsus  |
|  |                      |
|  | Triceratops horridus |
|  |                      |

|  | Torosaurus latus     |
|  |                      |
|  | Torosaurus utahensis |
|  |                      |

|  | Triceratops prorsus  |
|  |                      |
|  | Triceratops horridus |
|  |                      |

|  | Torosaurus latus     |
|  |                      |
|  | Torosaurus utahensis |
|  |                      |

|  | Triceratops prorsus  |
|  |                      |
|  | Triceratops horridus |
|  |                      |

|  | Torosaurus latus     |
|  |                      |
|  | Torosaurus utahensis |
|  |                      |

|  | Triceratops prorsus  |
|  |                      |
|  | Triceratops horridus |
|  |                      |

|  | Torosaurus latus     |
|  |                      |
|  | Torosaurus utahensis |
|  |                      |

|  | Triceratops prorsus  |
|  |                      |
|  | Triceratops horridus |
|  |                      |

|  | Torosaurus latus     |
|  |                      |
|  | Torosaurus utahensis |
|  |                      |

|  | Triceratops prorsus  |
|  |                      |
|  | Triceratops horridus |
|  |                      |

|  | Torosaurus latus     |
|  |                      |
|  | Torosaurus utahensis |
|  |                      |

|  | Triceratops prorsus  |
|  |                      |
|  | Triceratops horridus |
|  |                      |

|  | Torosaurus latus     |
|  |                      |
|  | Torosaurus utahensis |
|  |                      |

|  | Triceratops prorsus  |
|  |                      |
|  | Triceratops horridus |
|  |                      |

|  | Vagaceratops irvinensis   |
|  |                           |
|  | Kosmoceratops richardsoni |
|  |                           |

|  | \| \| Chasmosaurus belli \| \| \| \| \| \| Chasmosaurus russeli \| \| \| \| |
|  |                                                                             |
|  | Mojoceratops perifania                                                      |
|  |                                                                             |
|  | Chasmosaurus belli                                                          |
|  |                                                                             |
|  | Chasmosaurus russeli                                                        |
|  |                                                                             |

|  | Chasmosaurus belli   |
|  |                      |
|  | Chasmosaurus russeli |
|  |                      |

|  | \| \| Chasmosaurus belli \| \| \| \| \| \| Chasmosaurus russeli \| \| \| \| |
|  |                                                                             |
|  | Mojoceratops perifania                                                      |
|  |                                                                             |
|  | Chasmosaurus belli                                                          |
|  |                                                                             |
|  | Chasmosaurus russeli                                                        |
|  |                                                                             |

|  | Chasmosaurus belli   |
|  |                      |
|  | Chasmosaurus russeli |
|  |                      |

|  | Utahceratops gettyi       |
|  |                           |
|  | Pentaceratops sternbergii |
|  |                           |

|  | \| \| Chasmosaurus belli \| \| \| \| \| \| Chasmosaurus russeli \| \| \| \| |
|  |                                                                             |
|  | Mojoceratops perifania                                                      |
|  |                                                                             |
|  | Chasmosaurus belli                                                          |
|  |                                                                             |
|  | Chasmosaurus russeli                                                        |
|  |                                                                             |

|  | Chasmosaurus belli   |
|  |                      |
|  | Chasmosaurus russeli |
|  |                      |

|  | \| \| Chasmosaurus belli \| \| \| \| \| \| Chasmosaurus russeli \| \| \| \| |
|  |                                                                             |
|  | Mojoceratops perifania                                                      |
|  |                                                                             |
|  | Chasmosaurus belli                                                          |
|  |                                                                             |
|  | Chasmosaurus russeli                                                        |
|  |                                                                             |

|  | Chasmosaurus belli   |
|  |                      |
|  | Chasmosaurus russeli |
|  |                      |

|  | Utahceratops gettyi       |
|  |                           |
|  | Pentaceratops sternbergii |
|  |                           |

|  | Bravoceratops polyphemus     |
|  |                              |
|  | Coahuilaceratops magnacuerna |
|  |                              |

|  | \| \| Chasmosaurus belli \| \| \| \| \| \| Chasmosaurus russeli \| \| \| \| |
|  |                                                                             |
|  | Mojoceratops perifania                                                      |
|  |                                                                             |
|  | Chasmosaurus belli                                                          |
|  |                                                                             |
|  | Chasmosaurus russeli                                                        |
|  |                                                                             |

|  | Chasmosaurus belli   |
|  |                      |
|  | Chasmosaurus russeli |
|  |                      |

|  | \| \| Chasmosaurus belli \| \| \| \| \| \| Chasmosaurus russeli \| \| \| \| |
|  |                                                                             |
|  | Mojoceratops perifania                                                      |
|  |                                                                             |
|  | Chasmosaurus belli                                                          |
|  |                                                                             |
|  | Chasmosaurus russeli                                                        |
|  |                                                                             |

|  | Chasmosaurus belli   |
|  |                      |
|  | Chasmosaurus russeli |
|  |                      |

|  | Utahceratops gettyi       |
|  |                           |
|  | Pentaceratops sternbergii |
|  |                           |

|  | \| \| Chasmosaurus belli \| \| \| \| \| \| Chasmosaurus russeli \| \| \| \| |
|  |                                                                             |
|  | Mojoceratops perifania                                                      |
|  |                                                                             |
|  | Chasmosaurus belli                                                          |
|  |                                                                             |
|  | Chasmosaurus russeli                                                        |
|  |                                                                             |

|  | Chasmosaurus belli   |
|  |                      |
|  | Chasmosaurus russeli |
|  |                      |

|  | \| \| Chasmosaurus belli \| \| \| \| \| \| Chasmosaurus russeli \| \| \| \| |
|  |                                                                             |
|  | Mojoceratops perifania                                                      |
|  |                                                                             |
|  | Chasmosaurus belli                                                          |
|  |                                                                             |
|  | Chasmosaurus russeli                                                        |
|  |                                                                             |

|  | Chasmosaurus belli   |
|  |                      |
|  | Chasmosaurus russeli |
|  |                      |

|  | Utahceratops gettyi       |
|  |                           |
|  | Pentaceratops sternbergii |
|  |                           |

|  | Bravoceratops polyphemus     |
|  |                              |
|  | Coahuilaceratops magnacuerna |
|  |                              |

|  | Anchiceratops ornatus     |
|  |                           |
|  | Arrhinoceratops brachyops |
|  |                           |

|  | Torosaurus latus     |
|  |                      |
|  | Torosaurus utahensis |
|  |                      |

|  | Triceratops prorsus  |
|  |                      |
|  | Triceratops horridus |
|  |                      |

|  | Torosaurus latus     |
|  |                      |
|  | Torosaurus utahensis |
|  |                      |

|  | Triceratops prorsus  |
|  |                      |
|  | Triceratops horridus |
|  |                      |

|  | Torosaurus latus     |
|  |                      |
|  | Torosaurus utahensis |
|  |                      |

|  | Triceratops prorsus  |
|  |                      |
|  | Triceratops horridus |
|  |                      |

|  | Torosaurus latus     |
|  |                      |
|  | Torosaurus utahensis |
|  |                      |

|  | Triceratops prorsus  |
|  |                      |
|  | Triceratops horridus |
|  |                      |

|  | Torosaurus latus     |
|  |                      |
|  | Torosaurus utahensis |
|  |                      |

|  | Triceratops prorsus  |
|  |                      |
|  | Triceratops horridus |
|  |                      |

|  | Torosaurus latus     |
|  |                      |
|  | Torosaurus utahensis |
|  |                      |

|  | Triceratops prorsus  |
|  |                      |
|  | Triceratops horridus |
|  |                      |

|  | Torosaurus latus     |
|  |                      |
|  | Torosaurus utahensis |
|  |                      |

|  | Triceratops prorsus  |
|  |                      |
|  | Triceratops horridus |
|  |                      |

|  | Torosaurus latus     |
|  |                      |
|  | Torosaurus utahensis |
|  |                      |

|  | Triceratops prorsus  |
|  |                      |
|  | Triceratops horridus |
|  |                      |

|  | Torosaurus latus     |
|  |                      |
|  | Torosaurus utahensis |
|  |                      |

|  | Triceratops prorsus  |
|  |                      |
|  | Triceratops horridus |
|  |                      |

|  | Torosaurus latus     |
|  |                      |
|  | Torosaurus utahensis |
|  |                      |

|  | Triceratops prorsus  |
|  |                      |
|  | Triceratops horridus |
|  |                      |

|  | Torosaurus latus     |
|  |                      |
|  | Torosaurus utahensis |
|  |                      |

|  | Triceratops prorsus  |
|  |                      |
|  | Triceratops horridus |
|  |                      |

|  | Torosaurus latus     |
|  |                      |
|  | Torosaurus utahensis |
|  |                      |

|  | Triceratops prorsus  |
|  |                      |
|  | Triceratops horridus |
|  |                      |

|  | Torosaurus latus     |
|  |                      |
|  | Torosaurus utahensis |
|  |                      |

|  | Triceratops prorsus  |
|  |                      |
|  | Triceratops horridus |
|  |                      |

|  | Torosaurus latus     |
|  |                      |
|  | Torosaurus utahensis |
|  |                      |

|  | Triceratops prorsus  |
|  |                      |
|  | Triceratops horridus |
|  |                      |

|  | Torosaurus latus     |
|  |                      |
|  | Torosaurus utahensis |
|  |                      |

|  | Triceratops prorsus  |
|  |                      |
|  | Triceratops horridus |
|  |                      |

|  | Torosaurus latus     |
|  |                      |
|  | Torosaurus utahensis |
|  |                      |

|  | Triceratops prorsus  |
|  |                      |
|  | Triceratops horridus |
|  |                      |

|  | Torosaurus latus     |
|  |                      |
|  | Torosaurus utahensis |
|  |                      |

|  | Triceratops prorsus  |
|  |                      |
|  | Triceratops horridus |
|  |                      |

|  | Torosaurus latus     |
|  |                      |
|  | Torosaurus utahensis |
|  |                      |

|  | Triceratops prorsus  |
|  |                      |
|  | Triceratops horridus |
|  |                      |

|  | Torosaurus latus     |
|  |                      |
|  | Torosaurus utahensis |
|  |                      |

|  | Triceratops prorsus  |
|  |                      |
|  | Triceratops horridus |
|  |                      |

|  | Torosaurus latus     |
|  |                      |
|  | Torosaurus utahensis |
|  |                      |

|  | Triceratops prorsus  |
|  |                      |
|  | Triceratops horridus |
|  |                      |

|  | Torosaurus latus     |
|  |                      |
|  | Torosaurus utahensis |
|  |                      |

|  | Triceratops prorsus  |
|  |                      |
|  | Triceratops horridus |
|  |                      |

|  | Torosaurus latus     |
|  |                      |
|  | Torosaurus utahensis |
|  |                      |

|  | Triceratops prorsus  |
|  |                      |
|  | Triceratops horridus |
|  |                      |

|  | Torosaurus latus     |
|  |                      |
|  | Torosaurus utahensis |
|  |                      |

|  | Triceratops prorsus  |
|  |                      |
|  | Triceratops horridus |
|  |                      |

|  | Torosaurus latus     |
|  |                      |
|  | Torosaurus utahensis |
|  |                      |

|  | Triceratops prorsus  |
|  |                      |
|  | Triceratops horridus |
|  |                      |

|  | Torosaurus latus     |
|  |                      |
|  | Torosaurus utahensis |
|  |                      |

|  | Triceratops prorsus  |
|  |                      |
|  | Triceratops horridus |
|  |                      |

|  | Torosaurus latus     |
|  |                      |
|  | Torosaurus utahensis |
|  |                      |

|  | Triceratops prorsus  |
|  |                      |
|  | Triceratops horridus |
|  |                      |

|  | Torosaurus latus     |
|  |                      |
|  | Torosaurus utahensis |
|  |                      |

|  | Triceratops prorsus  |
|  |                      |
|  | Triceratops horridus |
|  |                      |

|  | Torosaurus latus     |
|  |                      |
|  | Torosaurus utahensis |
|  |                      |

|  | Triceratops prorsus  |
|  |                      |
|  | Triceratops horridus |
|  |                      |

|  | Torosaurus latus     |
|  |                      |
|  | Torosaurus utahensis |
|  |                      |

|  | Triceratops prorsus  |
|  |                      |
|  | Triceratops horridus |
|  |                      |

|  | Torosaurus latus     |
|  |                      |
|  | Torosaurus utahensis |
|  |                      |

|  | Triceratops prorsus  |
|  |                      |
|  | Triceratops horridus |
|  |                      |

|  | Torosaurus latus     |
|  |                      |
|  | Torosaurus utahensis |
|  |                      |

|  | Triceratops prorsus  |
|  |                      |
|  | Triceratops horridus |
|  |                      |

|  | Torosaurus latus     |
|  |                      |
|  | Torosaurus utahensis |
|  |                      |

|  | Triceratops prorsus  |
|  |                      |
|  | Triceratops horridus |
|  |                      |

|  | Torosaurus latus     |
|  |                      |
|  | Torosaurus utahensis |
|  |                      |

|  | Triceratops prorsus  |
|  |                      |
|  | Triceratops horridus |
|  |                      |

|  | Torosaurus latus     |
|  |                      |
|  | Torosaurus utahensis |
|  |                      |

|  | Triceratops prorsus  |
|  |                      |
|  | Triceratops horridus |
|  |                      |

|  | Torosaurus latus     |
|  |                      |
|  | Torosaurus utahensis |
|  |                      |

|  | Triceratops prorsus  |
|  |                      |
|  | Triceratops horridus |
|  |                      |

|  | Torosaurus latus     |
|  |                      |
|  | Torosaurus utahensis |
|  |                      |

|  | Triceratops prorsus  |
|  |                      |
|  | Triceratops horridus |
|  |                      |

|  | Torosaurus latus     |
|  |                      |
|  | Torosaurus utahensis |
|  |                      |

|  | Triceratops prorsus  |
|  |                      |
|  | Triceratops horridus |
|  |                      |

|  | Torosaurus latus     |
|  |                      |
|  | Torosaurus utahensis |
|  |                      |

|  | Triceratops prorsus  |
|  |                      |
|  | Triceratops horridus |
|  |                      |

|  | Torosaurus latus     |
|  |                      |
|  | Torosaurus utahensis |
|  |                      |

|  | Triceratops prorsus  |
|  |                      |
|  | Triceratops horridus |
|  |                      |

|  | Torosaurus latus     |
|  |                      |
|  | Torosaurus utahensis |
|  |                      |

|  | Triceratops prorsus  |
|  |                      |
|  | Triceratops horridus |
|  |                      |

|  | Torosaurus latus     |
|  |                      |
|  | Torosaurus utahensis |
|  |                      |

|  | Triceratops prorsus  |
|  |                      |
|  | Triceratops horridus |
|  |                      |

|  | Torosaurus latus     |
|  |                      |
|  | Torosaurus utahensis |
|  |                      |

|  | Triceratops prorsus  |
|  |                      |
|  | Triceratops horridus |
|  |                      |

|  | Torosaurus latus     |
|  |                      |
|  | Torosaurus utahensis |
|  |                      |

|  | Triceratops prorsus  |
|  |                      |
|  | Triceratops horridus |
|  |                      |

|  | Torosaurus latus     |
|  |                      |
|  | Torosaurus utahensis |
|  |                      |

|  | Triceratops prorsus  |
|  |                      |
|  | Triceratops horridus |
|  |                      |

|  | Torosaurus latus     |
|  |                      |
|  | Torosaurus utahensis |
|  |                      |

|  | Triceratops prorsus  |
|  |                      |
|  | Triceratops horridus |
|  |                      |

|  | Torosaurus latus     |
|  |                      |
|  | Torosaurus utahensis |
|  |                      |

|  | Triceratops prorsus  |
|  |                      |
|  | Triceratops horridus |
|  |                      |

|  | Torosaurus latus     |
|  |                      |
|  | Torosaurus utahensis |
|  |                      |

|  | Triceratops prorsus  |
|  |                      |
|  | Triceratops horridus |
|  |                      |

|  | Torosaurus latus     |
|  |                      |
|  | Torosaurus utahensis |
|  |                      |

|  | Triceratops prorsus  |
|  |                      |
|  | Triceratops horridus |
|  |                      |

|  | Torosaurus latus     |
|  |                      |
|  | Torosaurus utahensis |
|  |                      |

|  | Triceratops prorsus  |
|  |                      |
|  | Triceratops horridus |
|  |                      |

|  | Torosaurus latus     |
|  |                      |
|  | Torosaurus utahensis |
|  |                      |

|  | Triceratops prorsus  |
|  |                      |
|  | Triceratops horridus |
|  |                      |

|  | Torosaurus latus     |
|  |                      |
|  | Torosaurus utahensis |
|  |                      |

|  | Triceratops prorsus  |
|  |                      |
|  | Triceratops horridus |
|  |                      |

|  | Torosaurus latus     |
|  |                      |
|  | Torosaurus utahensis |
|  |                      |

|  | Triceratops prorsus  |
|  |                      |
|  | Triceratops horridus |
|  |                      |

|  | Torosaurus latus     |
|  |                      |
|  | Torosaurus utahensis |
|  |                      |

|  | Triceratops prorsus  |
|  |                      |
|  | Triceratops horridus |
|  |                      |

|  | Torosaurus latus     |
|  |                      |
|  | Torosaurus utahensis |
|  |                      |

|  | Triceratops prorsus  |
|  |                      |
|  | Triceratops horridus |
|  |                      |

|  | Torosaurus latus     |
|  |                      |
|  | Torosaurus utahensis |
|  |                      |

|  | Triceratops prorsus  |
|  |                      |
|  | Triceratops horridus |
|  |                      |

|  | Torosaurus latus     |
|  |                      |
|  | Torosaurus utahensis |
|  |                      |

|  | Triceratops prorsus  |
|  |                      |
|  | Triceratops horridus |
|  |                      |

|  | Torosaurus latus     |
|  |                      |
|  | Torosaurus utahensis |
|  |                      |

|  | Triceratops prorsus  |
|  |                      |
|  | Triceratops horridus |
|  |                      |

|  | Torosaurus latus     |
|  |                      |
|  | Torosaurus utahensis |
|  |                      |

|  | Triceratops prorsus  |
|  |                      |
|  | Triceratops horridus |
|  |                      |

|  | Torosaurus latus     |
|  |                      |
|  | Torosaurus utahensis |
|  |                      |

|  | Triceratops prorsus  |
|  |                      |
|  | Triceratops horridus |
|  |                      |

|  | Torosaurus latus     |
|  |                      |
|  | Torosaurus utahensis |
|  |                      |

|  | Triceratops prorsus  |
|  |                      |
|  | Triceratops horridus |
|  |                      |

|  | Torosaurus latus     |
|  |                      |
|  | Torosaurus utahensis |
|  |                      |

|  | Triceratops prorsus  |
|  |                      |
|  | Triceratops horridus |
|  |                      |

|  | Torosaurus latus     |
|  |                      |
|  | Torosaurus utahensis |
|  |                      |

|  | Triceratops prorsus  |
|  |                      |
|  | Triceratops horridus |
|  |                      |

|  | Torosaurus latus     |
|  |                      |
|  | Torosaurus utahensis |
|  |                      |

|  | Triceratops prorsus  |
|  |                      |
|  | Triceratops horridus |
|  |                      |

|  | Torosaurus latus     |
|  |                      |
|  | Torosaurus utahensis |
|  |                      |

|  | Triceratops prorsus  |
|  |                      |
|  | Triceratops horridus |
|  |                      |

|  | Anchiceratops ornatus     |
|  |                           |
|  | Arrhinoceratops brachyops |
|  |                           |

|  | Torosaurus latus     |
|  |                      |
|  | Torosaurus utahensis |
|  |                      |

|  | Triceratops prorsus  |
|  |                      |
|  | Triceratops horridus |
|  |                      |

|  | Torosaurus latus     |
|  |                      |
|  | Torosaurus utahensis |
|  |                      |

|  | Triceratops prorsus  |
|  |                      |
|  | Triceratops horridus |
|  |                      |

|  | Torosaurus latus     |
|  |                      |
|  | Torosaurus utahensis |
|  |                      |

|  | Triceratops prorsus  |
|  |                      |
|  | Triceratops horridus |
|  |                      |

|  | Torosaurus latus     |
|  |                      |
|  | Torosaurus utahensis |
|  |                      |

|  | Triceratops prorsus  |
|  |                      |
|  | Triceratops horridus |
|  |                      |

|  | Torosaurus latus     |
|  |                      |
|  | Torosaurus utahensis |
|  |                      |

|  | Triceratops prorsus  |
|  |                      |
|  | Triceratops horridus |
|  |                      |

|  | Torosaurus latus     |
|  |                      |
|  | Torosaurus utahensis |
|  |                      |

|  | Triceratops prorsus  |
|  |                      |
|  | Triceratops horridus |
|  |                      |

|  | Torosaurus latus     |
|  |                      |
|  | Torosaurus utahensis |
|  |                      |

|  | Triceratops prorsus  |
|  |                      |
|  | Triceratops horridus |
|  |                      |

|  | Torosaurus latus     |
|  |                      |
|  | Torosaurus utahensis |
|  |                      |

|  | Triceratops prorsus  |
|  |                      |
|  | Triceratops horridus |
|  |                      |

|  | Torosaurus latus     |
|  |                      |
|  | Torosaurus utahensis |
|  |                      |

|  | Triceratops prorsus  |
|  |                      |
|  | Triceratops horridus |
|  |                      |

|  | Torosaurus latus     |
|  |                      |
|  | Torosaurus utahensis |
|  |                      |

|  | Triceratops prorsus  |
|  |                      |
|  | Triceratops horridus |
|  |                      |

|  | Torosaurus latus     |
|  |                      |
|  | Torosaurus utahensis |
|  |                      |

|  | Triceratops prorsus  |
|  |                      |
|  | Triceratops horridus |
|  |                      |

|  | Torosaurus latus     |
|  |                      |
|  | Torosaurus utahensis |
|  |                      |

|  | Triceratops prorsus  |
|  |                      |
|  | Triceratops horridus |
|  |                      |

|  | Torosaurus latus     |
|  |                      |
|  | Torosaurus utahensis |
|  |                      |

|  | Triceratops prorsus  |
|  |                      |
|  | Triceratops horridus |
|  |                      |

|  | Torosaurus latus     |
|  |                      |
|  | Torosaurus utahensis |
|  |                      |

|  | Triceratops prorsus  |
|  |                      |
|  | Triceratops horridus |
|  |                      |

|  | Torosaurus latus     |
|  |                      |
|  | Torosaurus utahensis |
|  |                      |

|  | Triceratops prorsus  |
|  |                      |
|  | Triceratops horridus |
|  |                      |

|  | Torosaurus latus     |
|  |                      |
|  | Torosaurus utahensis |
|  |                      |

|  | Triceratops prorsus  |
|  |                      |
|  | Triceratops horridus |
|  |                      |

|  | Torosaurus latus     |
|  |                      |
|  | Torosaurus utahensis |
|  |                      |

|  | Triceratops prorsus  |
|  |                      |
|  | Triceratops horridus |
|  |                      |

|  | Torosaurus latus     |
|  |                      |
|  | Torosaurus utahensis |
|  |                      |

|  | Triceratops prorsus  |
|  |                      |
|  | Triceratops horridus |
|  |                      |

|  | Torosaurus latus     |
|  |                      |
|  | Torosaurus utahensis |
|  |                      |

|  | Triceratops prorsus  |
|  |                      |
|  | Triceratops horridus |
|  |                      |

|  | Torosaurus latus     |
|  |                      |
|  | Torosaurus utahensis |
|  |                      |

|  | Triceratops prorsus  |
|  |                      |
|  | Triceratops horridus |
|  |                      |

|  | Torosaurus latus     |
|  |                      |
|  | Torosaurus utahensis |
|  |                      |

|  | Triceratops prorsus  |
|  |                      |
|  | Triceratops horridus |
|  |                      |

|  | Torosaurus latus     |
|  |                      |
|  | Torosaurus utahensis |
|  |                      |

|  | Triceratops prorsus  |
|  |                      |
|  | Triceratops horridus |
|  |                      |

|  | Torosaurus latus     |
|  |                      |
|  | Torosaurus utahensis |
|  |                      |

|  | Triceratops prorsus  |
|  |                      |
|  | Triceratops horridus |
|  |                      |

|  | Torosaurus latus     |
|  |                      |
|  | Torosaurus utahensis |
|  |                      |

|  | Triceratops prorsus  |
|  |                      |
|  | Triceratops horridus |
|  |                      |

|  | Torosaurus latus     |
|  |                      |
|  | Torosaurus utahensis |
|  |                      |

|  | Triceratops prorsus  |
|  |                      |
|  | Triceratops horridus |
|  |                      |

|  | Torosaurus latus     |
|  |                      |
|  | Torosaurus utahensis |
|  |                      |

|  | Triceratops prorsus  |
|  |                      |
|  | Triceratops horridus |
|  |                      |

|  | Torosaurus latus     |
|  |                      |
|  | Torosaurus utahensis |
|  |                      |

|  | Triceratops prorsus  |
|  |                      |
|  | Triceratops horridus |
|  |                      |

|  | Torosaurus latus     |
|  |                      |
|  | Torosaurus utahensis |
|  |                      |

|  | Triceratops prorsus  |
|  |                      |
|  | Triceratops horridus |
|  |                      |

|  | Torosaurus latus     |
|  |                      |
|  | Torosaurus utahensis |
|  |                      |

|  | Triceratops prorsus  |
|  |                      |
|  | Triceratops horridus |
|  |                      |

|  | Torosaurus latus     |
|  |                      |
|  | Torosaurus utahensis |
|  |                      |

|  | Triceratops prorsus  |
|  |                      |
|  | Triceratops horridus |
|  |                      |

|  | Torosaurus latus     |
|  |                      |
|  | Torosaurus utahensis |
|  |                      |

|  | Triceratops prorsus  |
|  |                      |
|  | Triceratops horridus |
|  |                      |

|  | Torosaurus latus     |
|  |                      |
|  | Torosaurus utahensis |
|  |                      |

|  | Triceratops prorsus  |
|  |                      |
|  | Triceratops horridus |
|  |                      |

|  | Torosaurus latus     |
|  |                      |
|  | Torosaurus utahensis |
|  |                      |

|  | Triceratops prorsus  |
|  |                      |
|  | Triceratops horridus |
|  |                      |

|  | Torosaurus latus     |
|  |                      |
|  | Torosaurus utahensis |
|  |                      |

|  | Triceratops prorsus  |
|  |                      |
|  | Triceratops horridus |
|  |                      |

|  | Torosaurus latus     |
|  |                      |
|  | Torosaurus utahensis |
|  |                      |

|  | Triceratops prorsus  |
|  |                      |
|  | Triceratops horridus |
|  |                      |

|  | Torosaurus latus     |
|  |                      |
|  | Torosaurus utahensis |
|  |                      |

|  | Triceratops prorsus  |
|  |                      |
|  | Triceratops horridus |
|  |                      |

|  | Torosaurus latus     |
|  |                      |
|  | Torosaurus utahensis |
|  |                      |

|  | Triceratops prorsus  |
|  |                      |
|  | Triceratops horridus |
|  |                      |

|  | Torosaurus latus     |
|  |                      |
|  | Torosaurus utahensis |
|  |                      |

|  | Triceratops prorsus  |
|  |                      |
|  | Triceratops horridus |
|  |                      |

|  | Torosaurus latus     |
|  |                      |
|  | Torosaurus utahensis |
|  |                      |

|  | Triceratops prorsus  |
|  |                      |
|  | Triceratops horridus |
|  |                      |

|  | Torosaurus latus     |
|  |                      |
|  | Torosaurus utahensis |
|  |                      |

|  | Triceratops prorsus  |
|  |                      |
|  | Triceratops horridus |
|  |                      |

|  | Torosaurus latus     |
|  |                      |
|  | Torosaurus utahensis |
|  |                      |

|  | Triceratops prorsus  |
|  |                      |
|  | Triceratops horridus |
|  |                      |

|  | Torosaurus latus     |
|  |                      |
|  | Torosaurus utahensis |
|  |                      |

|  | Triceratops prorsus  |
|  |                      |
|  | Triceratops horridus |
|  |                      |

|  | Torosaurus latus     |
|  |                      |
|  | Torosaurus utahensis |
|  |                      |

|  | Triceratops prorsus  |
|  |                      |
|  | Triceratops horridus |
|  |                      |

|  | Torosaurus latus     |
|  |                      |
|  | Torosaurus utahensis |
|  |                      |

|  | Triceratops prorsus  |
|  |                      |
|  | Triceratops horridus |
|  |                      |

|  | Torosaurus latus     |
|  |                      |
|  | Torosaurus utahensis |
|  |                      |

|  | Triceratops prorsus  |
|  |                      |
|  | Triceratops horridus |
|  |                      |

|  | Torosaurus latus     |
|  |                      |
|  | Torosaurus utahensis |
|  |                      |

|  | Triceratops prorsus  |
|  |                      |
|  | Triceratops horridus |
|  |                      |

|  | Torosaurus latus     |
|  |                      |
|  | Torosaurus utahensis |
|  |                      |

|  | Triceratops prorsus  |
|  |                      |
|  | Triceratops horridus |
|  |                      |

|  | Torosaurus latus     |
|  |                      |
|  | Torosaurus utahensis |
|  |                      |

|  | Triceratops prorsus  |
|  |                      |
|  | Triceratops horridus |
|  |                      |

|  | Torosaurus latus     |
|  |                      |
|  | Torosaurus utahensis |
|  |                      |

|  | Triceratops prorsus  |
|  |                      |
|  | Triceratops horridus |
|  |                      |

|  | Torosaurus latus     |
|  |                      |
|  | Torosaurus utahensis |
|  |                      |

|  | Triceratops prorsus  |
|  |                      |
|  | Triceratops horridus |
|  |                      |

|  | Torosaurus latus     |
|  |                      |
|  | Torosaurus utahensis |
|  |                      |

|  | Triceratops prorsus  |
|  |                      |
|  | Triceratops horridus |
|  |                      |

|  | Torosaurus latus     |
|  |                      |
|  | Torosaurus utahensis |
|  |                      |

|  | Triceratops prorsus  |
|  |                      |
|  | Triceratops horridus |
|  |                      |

|  | Torosaurus latus     |
|  |                      |
|  | Torosaurus utahensis |
|  |                      |

|  | Triceratops prorsus  |
|  |                      |
|  | Triceratops horridus |
|  |                      |

|  | Torosaurus latus     |
|  |                      |
|  | Torosaurus utahensis |
|  |                      |

|  | Triceratops prorsus  |
|  |                      |
|  | Triceratops horridus |
|  |                      |

|  | Torosaurus latus     |
|  |                      |
|  | Torosaurus utahensis |
|  |                      |

|  | Triceratops prorsus  |
|  |                      |
|  | Triceratops horridus |
|  |                      |

|  | Torosaurus latus     |
|  |                      |
|  | Torosaurus utahensis |
|  |                      |

|  | Triceratops prorsus  |
|  |                      |
|  | Triceratops horridus |
|  |                      |

|  | Torosaurus latus     |
|  |                      |
|  | Torosaurus utahensis |
|  |                      |

|  | Triceratops prorsus  |
|  |                      |
|  | Triceratops horridus |
|  |                      |

|  | Torosaurus latus     |
|  |                      |
|  | Torosaurus utahensis |
|  |                      |

|  | Triceratops prorsus  |
|  |                      |
|  | Triceratops horridus |
|  |                      |

|  | Torosaurus latus     |
|  |                      |
|  | Torosaurus utahensis |
|  |                      |

|  | Triceratops prorsus  |
|  |                      |
|  | Triceratops horridus |
|  |                      |

|  | Torosaurus latus     |
|  |                      |
|  | Torosaurus utahensis |
|  |                      |

|  | Triceratops prorsus  |
|  |                      |
|  | Triceratops horridus |
|  |                      |

|  | Torosaurus latus     |
|  |                      |
|  | Torosaurus utahensis |
|  |                      |

|  | Triceratops prorsus  |
|  |                      |
|  | Triceratops horridus |
|  |                      |

|  | Torosaurus latus     |
|  |                      |
|  | Torosaurus utahensis |
|  |                      |

|  | Triceratops prorsus  |
|  |                      |
|  | Triceratops horridus |
|  |                      |

|  | Torosaurus latus     |
|  |                      |
|  | Torosaurus utahensis |
|  |                      |

|  | Triceratops prorsus  |
|  |                      |
|  | Triceratops horridus |
|  |                      |

|  | Torosaurus latus     |
|  |                      |
|  | Torosaurus utahensis |
|  |                      |

|  | Triceratops prorsus  |
|  |                      |
|  | Triceratops horridus |
|  |                      |

|  | \| \| Chasmosaurus belli \| \| \| \| \| \| Chasmosaurus russeli \| \| \| \| |
|  |                                                                             |
|  | Mojoceratops perifania                                                      |
|  |                                                                             |
|  | Chasmosaurus belli                                                          |
|  |                                                                             |
|  | Chasmosaurus russeli                                                        |
|  |                                                                             |

|  | Chasmosaurus belli   |
|  |                      |
|  | Chasmosaurus russeli |
|  |                      |

|  | \| \| Chasmosaurus belli \| \| \| \| \| \| Chasmosaurus russeli \| \| \| \| |
|  |                                                                             |
|  | Mojoceratops perifania                                                      |
|  |                                                                             |
|  | Chasmosaurus belli                                                          |
|  |                                                                             |
|  | Chasmosaurus russeli                                                        |
|  |                                                                             |

|  | Chasmosaurus belli   |
|  |                      |
|  | Chasmosaurus russeli |
|  |                      |

|  | Utahceratops gettyi       |
|  |                           |
|  | Pentaceratops sternbergii |
|  |                           |

|  | \| \| Chasmosaurus belli \| \| \| \| \| \| Chasmosaurus russeli \| \| \| \| |
|  |                                                                             |
|  | Mojoceratops perifania                                                      |
|  |                                                                             |
|  | Chasmosaurus belli                                                          |
|  |                                                                             |
|  | Chasmosaurus russeli                                                        |
|  |                                                                             |

|  | Chasmosaurus belli   |
|  |                      |
|  | Chasmosaurus russeli |
|  |                      |

|  | \| \| Chasmosaurus belli \| \| \| \| \| \| Chasmosaurus russeli \| \| \| \| |
|  |                                                                             |
|  | Mojoceratops perifania                                                      |
|  |                                                                             |
|  | Chasmosaurus belli                                                          |
|  |                                                                             |
|  | Chasmosaurus russeli                                                        |
|  |                                                                             |

|  | Chasmosaurus belli   |
|  |                      |
|  | Chasmosaurus russeli |
|  |                      |

|  | Utahceratops gettyi       |
|  |                           |
|  | Pentaceratops sternbergii |
|  |                           |

|  | Bravoceratops polyphemus     |
|  |                              |
|  | Coahuilaceratops magnacuerna |
|  |                              |

|  | \| \| Chasmosaurus belli \| \| \| \| \| \| Chasmosaurus russeli \| \| \| \| |
|  |                                                                             |
|  | Mojoceratops perifania                                                      |
|  |                                                                             |
|  | Chasmosaurus belli                                                          |
|  |                                                                             |
|  | Chasmosaurus russeli                                                        |
|  |                                                                             |

|  | Chasmosaurus belli   |
|  |                      |
|  | Chasmosaurus russeli |
|  |                      |

|  | \| \| Chasmosaurus belli \| \| \| \| \| \| Chasmosaurus russeli \| \| \| \| |
|  |                                                                             |
|  | Mojoceratops perifania                                                      |
|  |                                                                             |
|  | Chasmosaurus belli                                                          |
|  |                                                                             |
|  | Chasmosaurus russeli                                                        |
|  |                                                                             |

|  | Chasmosaurus belli   |
|  |                      |
|  | Chasmosaurus russeli |
|  |                      |

|  | Utahceratops gettyi       |
|  |                           |
|  | Pentaceratops sternbergii |
|  |                           |

|  | \| \| Chasmosaurus belli \| \| \| \| \| \| Chasmosaurus russeli \| \| \| \| |
|  |                                                                             |
|  | Mojoceratops perifania                                                      |
|  |                                                                             |
|  | Chasmosaurus belli                                                          |
|  |                                                                             |
|  | Chasmosaurus russeli                                                        |
|  |                                                                             |

|  | Chasmosaurus belli   |
|  |                      |
|  | Chasmosaurus russeli |
|  |                      |

|  | \| \| Chasmosaurus belli \| \| \| \| \| \| Chasmosaurus russeli \| \| \| \| |
|  |                                                                             |
|  | Mojoceratops perifania                                                      |
|  |                                                                             |
|  | Chasmosaurus belli                                                          |
|  |                                                                             |
|  | Chasmosaurus russeli                                                        |
|  |                                                                             |

|  | Chasmosaurus belli   |
|  |                      |
|  | Chasmosaurus russeli |
|  |                      |

|  | Utahceratops gettyi       |
|  |                           |
|  | Pentaceratops sternbergii |
|  |                           |

|  | Bravoceratops polyphemus     |
|  |                              |
|  | Coahuilaceratops magnacuerna |
|  |                              |

|  | Anchiceratops ornatus     |
|  |                           |
|  | Arrhinoceratops brachyops |
|  |                           |

|  | Torosaurus latus     |
|  |                      |
|  | Torosaurus utahensis |
|  |                      |

|  | Triceratops prorsus  |
|  |                      |
|  | Triceratops horridus |
|  |                      |

|  | Torosaurus latus     |
|  |                      |
|  | Torosaurus utahensis |
|  |                      |

|  | Triceratops prorsus  |
|  |                      |
|  | Triceratops horridus |
|  |                      |

|  | Torosaurus latus     |
|  |                      |
|  | Torosaurus utahensis |
|  |                      |

|  | Triceratops prorsus  |
|  |                      |
|  | Triceratops horridus |
|  |                      |

|  | Torosaurus latus     |
|  |                      |
|  | Torosaurus utahensis |
|  |                      |

|  | Triceratops prorsus  |
|  |                      |
|  | Triceratops horridus |
|  |                      |

|  | Torosaurus latus     |
|  |                      |
|  | Torosaurus utahensis |
|  |                      |

|  | Triceratops prorsus  |
|  |                      |
|  | Triceratops horridus |
|  |                      |

|  | Torosaurus latus     |
|  |                      |
|  | Torosaurus utahensis |
|  |                      |

|  | Triceratops prorsus  |
|  |                      |
|  | Triceratops horridus |
|  |                      |

|  | Torosaurus latus     |
|  |                      |
|  | Torosaurus utahensis |
|  |                      |

|  | Triceratops prorsus  |
|  |                      |
|  | Triceratops horridus |
|  |                      |

|  | Torosaurus latus     |
|  |                      |
|  | Torosaurus utahensis |
|  |                      |

|  | Triceratops prorsus  |
|  |                      |
|  | Triceratops horridus |
|  |                      |

|  | Torosaurus latus     |
|  |                      |
|  | Torosaurus utahensis |
|  |                      |

|  | Triceratops prorsus  |
|  |                      |
|  | Triceratops horridus |
|  |                      |

|  | Torosaurus latus     |
|  |                      |
|  | Torosaurus utahensis |
|  |                      |

|  | Triceratops prorsus  |
|  |                      |
|  | Triceratops horridus |
|  |                      |

|  | Torosaurus latus     |
|  |                      |
|  | Torosaurus utahensis |
|  |                      |

|  | Triceratops prorsus  |
|  |                      |
|  | Triceratops horridus |
|  |                      |

|  | Torosaurus latus     |
|  |                      |
|  | Torosaurus utahensis |
|  |                      |

|  | Triceratops prorsus  |
|  |                      |
|  | Triceratops horridus |
|  |                      |

|  | Torosaurus latus     |
|  |                      |
|  | Torosaurus utahensis |
|  |                      |

|  | Triceratops prorsus  |
|  |                      |
|  | Triceratops horridus |
|  |                      |

|  | Torosaurus latus     |
|  |                      |
|  | Torosaurus utahensis |
|  |                      |

|  | Triceratops prorsus  |
|  |                      |
|  | Triceratops horridus |
|  |                      |

|  | Torosaurus latus     |
|  |                      |
|  | Torosaurus utahensis |
|  |                      |

|  | Triceratops prorsus  |
|  |                      |
|  | Triceratops horridus |
|  |                      |

|  | Torosaurus latus     |
|  |                      |
|  | Torosaurus utahensis |
|  |                      |

|  | Triceratops prorsus  |
|  |                      |
|  | Triceratops horridus |
|  |                      |

|  | Torosaurus latus     |
|  |                      |
|  | Torosaurus utahensis |
|  |                      |

|  | Triceratops prorsus  |
|  |                      |
|  | Triceratops horridus |
|  |                      |

|  | Torosaurus latus     |
|  |                      |
|  | Torosaurus utahensis |
|  |                      |

|  | Triceratops prorsus  |
|  |                      |
|  | Triceratops horridus |
|  |                      |

|  | Torosaurus latus     |
|  |                      |
|  | Torosaurus utahensis |
|  |                      |

|  | Triceratops prorsus  |
|  |                      |
|  | Triceratops horridus |
|  |                      |

|  | Torosaurus latus     |
|  |                      |
|  | Torosaurus utahensis |
|  |                      |

|  | Triceratops prorsus  |
|  |                      |
|  | Triceratops horridus |
|  |                      |

|  | Torosaurus latus     |
|  |                      |
|  | Torosaurus utahensis |
|  |                      |

|  | Triceratops prorsus  |
|  |                      |
|  | Triceratops horridus |
|  |                      |

|  | Torosaurus latus     |
|  |                      |
|  | Torosaurus utahensis |
|  |                      |

|  | Triceratops prorsus  |
|  |                      |
|  | Triceratops horridus |
|  |                      |

|  | Torosaurus latus     |
|  |                      |
|  | Torosaurus utahensis |
|  |                      |

|  | Triceratops prorsus  |
|  |                      |
|  | Triceratops horridus |
|  |                      |

|  | Torosaurus latus     |
|  |                      |
|  | Torosaurus utahensis |
|  |                      |

|  | Triceratops prorsus  |
|  |                      |
|  | Triceratops horridus |
|  |                      |

|  | Torosaurus latus     |
|  |                      |
|  | Torosaurus utahensis |
|  |                      |

|  | Triceratops prorsus  |
|  |                      |
|  | Triceratops horridus |
|  |                      |

|  | Torosaurus latus     |
|  |                      |
|  | Torosaurus utahensis |
|  |                      |

|  | Triceratops prorsus  |
|  |                      |
|  | Triceratops horridus |
|  |                      |

|  | Torosaurus latus     |
|  |                      |
|  | Torosaurus utahensis |
|  |                      |

|  | Triceratops prorsus  |
|  |                      |
|  | Triceratops horridus |
|  |                      |

|  | Torosaurus latus     |
|  |                      |
|  | Torosaurus utahensis |
|  |                      |

|  | Triceratops prorsus  |
|  |                      |
|  | Triceratops horridus |
|  |                      |

|  | Torosaurus latus     |
|  |                      |
|  | Torosaurus utahensis |
|  |                      |

|  | Triceratops prorsus  |
|  |                      |
|  | Triceratops horridus |
|  |                      |

|  | Torosaurus latus     |
|  |                      |
|  | Torosaurus utahensis |
|  |                      |

|  | Triceratops prorsus  |
|  |                      |
|  | Triceratops horridus |
|  |                      |

|  | Torosaurus latus     |
|  |                      |
|  | Torosaurus utahensis |
|  |                      |

|  | Triceratops prorsus  |
|  |                      |
|  | Triceratops horridus |
|  |                      |

|  | Torosaurus latus     |
|  |                      |
|  | Torosaurus utahensis |
|  |                      |

|  | Triceratops prorsus  |
|  |                      |
|  | Triceratops horridus |
|  |                      |

|  | Torosaurus latus     |
|  |                      |
|  | Torosaurus utahensis |
|  |                      |

|  | Triceratops prorsus  |
|  |                      |
|  | Triceratops horridus |
|  |                      |

|  | Torosaurus latus     |
|  |                      |
|  | Torosaurus utahensis |
|  |                      |

|  | Triceratops prorsus  |
|  |                      |
|  | Triceratops horridus |
|  |                      |

|  | Torosaurus latus     |
|  |                      |
|  | Torosaurus utahensis |
|  |                      |

|  | Triceratops prorsus  |
|  |                      |
|  | Triceratops horridus |
|  |                      |

|  | Torosaurus latus     |
|  |                      |
|  | Torosaurus utahensis |
|  |                      |

|  | Triceratops prorsus  |
|  |                      |
|  | Triceratops horridus |
|  |                      |

|  | Torosaurus latus     |
|  |                      |
|  | Torosaurus utahensis |
|  |                      |

|  | Triceratops prorsus  |
|  |                      |
|  | Triceratops horridus |
|  |                      |

|  | Torosaurus latus     |
|  |                      |
|  | Torosaurus utahensis |
|  |                      |

|  | Triceratops prorsus  |
|  |                      |
|  | Triceratops horridus |
|  |                      |

|  | Torosaurus latus     |
|  |                      |
|  | Torosaurus utahensis |
|  |                      |

|  | Triceratops prorsus  |
|  |                      |
|  | Triceratops horridus |
|  |                      |

|  | Torosaurus latus     |
|  |                      |
|  | Torosaurus utahensis |
|  |                      |

|  | Triceratops prorsus  |
|  |                      |
|  | Triceratops horridus |
|  |                      |

|  | Torosaurus latus     |
|  |                      |
|  | Torosaurus utahensis |
|  |                      |

|  | Triceratops prorsus  |
|  |                      |
|  | Triceratops horridus |
|  |                      |

|  | Torosaurus latus     |
|  |                      |
|  | Torosaurus utahensis |
|  |                      |

|  | Triceratops prorsus  |
|  |                      |
|  | Triceratops horridus |
|  |                      |

|  | Torosaurus latus     |
|  |                      |
|  | Torosaurus utahensis |
|  |                      |

|  | Triceratops prorsus  |
|  |                      |
|  | Triceratops horridus |
|  |                      |

|  | Torosaurus latus     |
|  |                      |
|  | Torosaurus utahensis |
|  |                      |

|  | Triceratops prorsus  |
|  |                      |
|  | Triceratops horridus |
|  |                      |

|  | Torosaurus latus     |
|  |                      |
|  | Torosaurus utahensis |
|  |                      |

|  | Triceratops prorsus  |
|  |                      |
|  | Triceratops horridus |
|  |                      |

|  | Torosaurus latus     |
|  |                      |
|  | Torosaurus utahensis |
|  |                      |

|  | Triceratops prorsus  |
|  |                      |
|  | Triceratops horridus |
|  |                      |

|  | Torosaurus latus     |
|  |                      |
|  | Torosaurus utahensis |
|  |                      |

|  | Triceratops prorsus  |
|  |                      |
|  | Triceratops horridus |
|  |                      |

|  | Torosaurus latus     |
|  |                      |
|  | Torosaurus utahensis |
|  |                      |

|  | Triceratops prorsus  |
|  |                      |
|  | Triceratops horridus |
|  |                      |

|  | Torosaurus latus     |
|  |                      |
|  | Torosaurus utahensis |
|  |                      |

|  | Triceratops prorsus  |
|  |                      |
|  | Triceratops horridus |
|  |                      |

|  | Torosaurus latus     |
|  |                      |
|  | Torosaurus utahensis |
|  |                      |

|  | Triceratops prorsus  |
|  |                      |
|  | Triceratops horridus |
|  |                      |

|  | Torosaurus latus     |
|  |                      |
|  | Torosaurus utahensis |
|  |                      |

|  | Triceratops prorsus  |
|  |                      |
|  | Triceratops horridus |
|  |                      |

|  | Torosaurus latus     |
|  |                      |
|  | Torosaurus utahensis |
|  |                      |

|  | Triceratops prorsus  |
|  |                      |
|  | Triceratops horridus |
|  |                      |

|  | Torosaurus latus     |
|  |                      |
|  | Torosaurus utahensis |
|  |                      |

|  | Triceratops prorsus  |
|  |                      |
|  | Triceratops horridus |
|  |                      |

|  | Torosaurus latus     |
|  |                      |
|  | Torosaurus utahensis |
|  |                      |

|  | Triceratops prorsus  |
|  |                      |
|  | Triceratops horridus |
|  |                      |

|  | Torosaurus latus     |
|  |                      |
|  | Torosaurus utahensis |
|  |                      |

|  | Triceratops prorsus  |
|  |                      |
|  | Triceratops horridus |
|  |                      |

|  | Torosaurus latus     |
|  |                      |
|  | Torosaurus utahensis |
|  |                      |

|  | Triceratops prorsus  |
|  |                      |
|  | Triceratops horridus |
|  |                      |

|  | Torosaurus latus     |
|  |                      |
|  | Torosaurus utahensis |
|  |                      |

|  | Triceratops prorsus  |
|  |                      |
|  | Triceratops horridus |
|  |                      |

|  | Torosaurus latus     |
|  |                      |
|  | Torosaurus utahensis |
|  |                      |

|  | Triceratops prorsus  |
|  |                      |
|  | Triceratops horridus |
|  |                      |

|  | Torosaurus latus     |
|  |                      |
|  | Torosaurus utahensis |
|  |                      |

|  | Triceratops prorsus  |
|  |                      |
|  | Triceratops horridus |
|  |                      |

|  | Torosaurus latus     |
|  |                      |
|  | Torosaurus utahensis |
|  |                      |

|  | Triceratops prorsus  |
|  |                      |
|  | Triceratops horridus |
|  |                      |

|  | Torosaurus latus     |
|  |                      |
|  | Torosaurus utahensis |
|  |                      |

|  | Triceratops prorsus  |
|  |                      |
|  | Triceratops horridus |
|  |                      |

|  | Torosaurus latus     |
|  |                      |
|  | Torosaurus utahensis |
|  |                      |

|  | Triceratops prorsus  |
|  |                      |
|  | Triceratops horridus |
|  |                      |

|  | Torosaurus latus     |
|  |                      |
|  | Torosaurus utahensis |
|  |                      |

|  | Triceratops prorsus  |
|  |                      |
|  | Triceratops horridus |
|  |                      |

|  | Torosaurus latus     |
|  |                      |
|  | Torosaurus utahensis |
|  |                      |

|  | Triceratops prorsus  |
|  |                      |
|  | Triceratops horridus |
|  |                      |

|  | Anchiceratops ornatus     |
|  |                           |
|  | Arrhinoceratops brachyops |
|  |                           |

|  | Torosaurus latus     |
|  |                      |
|  | Torosaurus utahensis |
|  |                      |

|  | Triceratops prorsus  |
|  |                      |
|  | Triceratops horridus |
|  |                      |

|  | Torosaurus latus     |
|  |                      |
|  | Torosaurus utahensis |
|  |                      |

|  | Triceratops prorsus  |
|  |                      |
|  | Triceratops horridus |
|  |                      |

|  | Torosaurus latus     |
|  |                      |
|  | Torosaurus utahensis |
|  |                      |

|  | Triceratops prorsus  |
|  |                      |
|  | Triceratops horridus |
|  |                      |

|  | Torosaurus latus     |
|  |                      |
|  | Torosaurus utahensis |
|  |                      |

|  | Triceratops prorsus  |
|  |                      |
|  | Triceratops horridus |
|  |                      |

|  | Torosaurus latus     |
|  |                      |
|  | Torosaurus utahensis |
|  |                      |

|  | Triceratops prorsus  |
|  |                      |
|  | Triceratops horridus |
|  |                      |

|  | Torosaurus latus     |
|  |                      |
|  | Torosaurus utahensis |
|  |                      |

|  | Triceratops prorsus  |
|  |                      |
|  | Triceratops horridus |
|  |                      |

|  | Torosaurus latus     |
|  |                      |
|  | Torosaurus utahensis |
|  |                      |

|  | Triceratops prorsus  |
|  |                      |
|  | Triceratops horridus |
|  |                      |

|  | Torosaurus latus     |
|  |                      |
|  | Torosaurus utahensis |
|  |                      |

|  | Triceratops prorsus  |
|  |                      |
|  | Triceratops horridus |
|  |                      |

|  | Torosaurus latus     |
|  |                      |
|  | Torosaurus utahensis |
|  |                      |

|  | Triceratops prorsus  |
|  |                      |
|  | Triceratops horridus |
|  |                      |

|  | Torosaurus latus     |
|  |                      |
|  | Torosaurus utahensis |
|  |                      |

|  | Triceratops prorsus  |
|  |                      |
|  | Triceratops horridus |
|  |                      |

|  | Torosaurus latus     |
|  |                      |
|  | Torosaurus utahensis |
|  |                      |

|  | Triceratops prorsus  |
|  |                      |
|  | Triceratops horridus |
|  |                      |

|  | Torosaurus latus     |
|  |                      |
|  | Torosaurus utahensis |
|  |                      |

|  | Triceratops prorsus  |
|  |                      |
|  | Triceratops horridus |
|  |                      |

|  | Torosaurus latus     |
|  |                      |
|  | Torosaurus utahensis |
|  |                      |

|  | Triceratops prorsus  |
|  |                      |
|  | Triceratops horridus |
|  |                      |

|  | Torosaurus latus     |
|  |                      |
|  | Torosaurus utahensis |
|  |                      |

|  | Triceratops prorsus  |
|  |                      |
|  | Triceratops horridus |
|  |                      |

|  | Torosaurus latus     |
|  |                      |
|  | Torosaurus utahensis |
|  |                      |

|  | Triceratops prorsus  |
|  |                      |
|  | Triceratops horridus |
|  |                      |

|  | Torosaurus latus     |
|  |                      |
|  | Torosaurus utahensis |
|  |                      |

|  | Triceratops prorsus  |
|  |                      |
|  | Triceratops horridus |
|  |                      |

|  | Torosaurus latus     |
|  |                      |
|  | Torosaurus utahensis |
|  |                      |

|  | Triceratops prorsus  |
|  |                      |
|  | Triceratops horridus |
|  |                      |

|  | Torosaurus latus     |
|  |                      |
|  | Torosaurus utahensis |
|  |                      |

|  | Triceratops prorsus  |
|  |                      |
|  | Triceratops horridus |
|  |                      |

|  | Torosaurus latus     |
|  |                      |
|  | Torosaurus utahensis |
|  |                      |

|  | Triceratops prorsus  |
|  |                      |
|  | Triceratops horridus |
|  |                      |

|  | Torosaurus latus     |
|  |                      |
|  | Torosaurus utahensis |
|  |                      |

|  | Triceratops prorsus  |
|  |                      |
|  | Triceratops horridus |
|  |                      |

|  | Torosaurus latus     |
|  |                      |
|  | Torosaurus utahensis |
|  |                      |

|  | Triceratops prorsus  |
|  |                      |
|  | Triceratops horridus |
|  |                      |

|  | Torosaurus latus     |
|  |                      |
|  | Torosaurus utahensis |
|  |                      |

|  | Triceratops prorsus  |
|  |                      |
|  | Triceratops horridus |
|  |                      |

|  | Torosaurus latus     |
|  |                      |
|  | Torosaurus utahensis |
|  |                      |

|  | Triceratops prorsus  |
|  |                      |
|  | Triceratops horridus |
|  |                      |

|  | Torosaurus latus     |
|  |                      |
|  | Torosaurus utahensis |
|  |                      |

|  | Triceratops prorsus  |
|  |                      |
|  | Triceratops horridus |
|  |                      |

|  | Torosaurus latus     |
|  |                      |
|  | Torosaurus utahensis |
|  |                      |

|  | Triceratops prorsus  |
|  |                      |
|  | Triceratops horridus |
|  |                      |

|  | Torosaurus latus     |
|  |                      |
|  | Torosaurus utahensis |
|  |                      |

|  | Triceratops prorsus  |
|  |                      |
|  | Triceratops horridus |
|  |                      |

|  | Torosaurus latus     |
|  |                      |
|  | Torosaurus utahensis |
|  |                      |

|  | Triceratops prorsus  |
|  |                      |
|  | Triceratops horridus |
|  |                      |

|  | Torosaurus latus     |
|  |                      |
|  | Torosaurus utahensis |
|  |                      |

|  | Triceratops prorsus  |
|  |                      |
|  | Triceratops horridus |
|  |                      |

|  | Torosaurus latus     |
|  |                      |
|  | Torosaurus utahensis |
|  |                      |

|  | Triceratops prorsus  |
|  |                      |
|  | Triceratops horridus |
|  |                      |

|  | Torosaurus latus     |
|  |                      |
|  | Torosaurus utahensis |
|  |                      |

|  | Triceratops prorsus  |
|  |                      |
|  | Triceratops horridus |
|  |                      |

|  | Torosaurus latus     |
|  |                      |
|  | Torosaurus utahensis |
|  |                      |

|  | Triceratops prorsus  |
|  |                      |
|  | Triceratops horridus |
|  |                      |

|  | Torosaurus latus     |
|  |                      |
|  | Torosaurus utahensis |
|  |                      |

|  | Triceratops prorsus  |
|  |                      |
|  | Triceratops horridus |
|  |                      |

|  | Torosaurus latus     |
|  |                      |
|  | Torosaurus utahensis |
|  |                      |

|  | Triceratops prorsus  |
|  |                      |
|  | Triceratops horridus |
|  |                      |

|  | Torosaurus latus     |
|  |                      |
|  | Torosaurus utahensis |
|  |                      |

|  | Triceratops prorsus  |
|  |                      |
|  | Triceratops horridus |
|  |                      |

|  | Torosaurus latus     |
|  |                      |
|  | Torosaurus utahensis |
|  |                      |

|  | Triceratops prorsus  |
|  |                      |
|  | Triceratops horridus |
|  |                      |

|  | Torosaurus latus     |
|  |                      |
|  | Torosaurus utahensis |
|  |                      |

|  | Triceratops prorsus  |
|  |                      |
|  | Triceratops horridus |
|  |                      |

|  | Torosaurus latus     |
|  |                      |
|  | Torosaurus utahensis |
|  |                      |

|  | Triceratops prorsus  |
|  |                      |
|  | Triceratops horridus |
|  |                      |

|  | Torosaurus latus     |
|  |                      |
|  | Torosaurus utahensis |
|  |                      |

|  | Triceratops prorsus  |
|  |                      |
|  | Triceratops horridus |
|  |                      |

|  | Torosaurus latus     |
|  |                      |
|  | Torosaurus utahensis |
|  |                      |

|  | Triceratops prorsus  |
|  |                      |
|  | Triceratops horridus |
|  |                      |

|  | Torosaurus latus     |
|  |                      |
|  | Torosaurus utahensis |
|  |                      |

|  | Triceratops prorsus  |
|  |                      |
|  | Triceratops horridus |
|  |                      |

|  | Torosaurus latus     |
|  |                      |
|  | Torosaurus utahensis |
|  |                      |

|  | Triceratops prorsus  |
|  |                      |
|  | Triceratops horridus |
|  |                      |

|  | Torosaurus latus     |
|  |                      |
|  | Torosaurus utahensis |
|  |                      |

|  | Triceratops prorsus  |
|  |                      |
|  | Triceratops horridus |
|  |                      |

|  | Torosaurus latus     |
|  |                      |
|  | Torosaurus utahensis |
|  |                      |

|  | Triceratops prorsus  |
|  |                      |
|  | Triceratops horridus |
|  |                      |

|  | Torosaurus latus     |
|  |                      |
|  | Torosaurus utahensis |
|  |                      |

|  | Triceratops prorsus  |
|  |                      |
|  | Triceratops horridus |
|  |                      |

|  | Torosaurus latus     |
|  |                      |
|  | Torosaurus utahensis |
|  |                      |

|  | Triceratops prorsus  |
|  |                      |
|  | Triceratops horridus |
|  |                      |

|  | Torosaurus latus     |
|  |                      |
|  | Torosaurus utahensis |
|  |                      |

|  | Triceratops prorsus  |
|  |                      |
|  | Triceratops horridus |
|  |                      |

|  | Torosaurus latus     |
|  |                      |
|  | Torosaurus utahensis |
|  |                      |

|  | Triceratops prorsus  |
|  |                      |
|  | Triceratops horridus |
|  |                      |

|  | Torosaurus latus     |
|  |                      |
|  | Torosaurus utahensis |
|  |                      |

|  | Triceratops prorsus  |
|  |                      |
|  | Triceratops horridus |
|  |                      |

|  | Torosaurus latus     |
|  |                      |
|  | Torosaurus utahensis |
|  |                      |

|  | Triceratops prorsus  |
|  |                      |
|  | Triceratops horridus |
|  |                      |

|  | Torosaurus latus     |
|  |                      |
|  | Torosaurus utahensis |
|  |                      |

|  | Triceratops prorsus  |
|  |                      |
|  | Triceratops horridus |
|  |                      |

|  | Torosaurus latus     |
|  |                      |
|  | Torosaurus utahensis |
|  |                      |

|  | Triceratops prorsus  |
|  |                      |
|  | Triceratops horridus |
|  |                      |

|  | Torosaurus latus     |
|  |                      |
|  | Torosaurus utahensis |
|  |                      |

|  | Triceratops prorsus  |
|  |                      |
|  | Triceratops horridus |
|  |                      |

|  | Torosaurus latus     |
|  |                      |
|  | Torosaurus utahensis |
|  |                      |

|  | Triceratops prorsus  |
|  |                      |
|  | Triceratops horridus |
|  |                      |

|  | Torosaurus latus     |
|  |                      |
|  | Torosaurus utahensis |
|  |                      |

|  | Triceratops prorsus  |
|  |                      |
|  | Triceratops horridus |
|  |                      |

|  | Torosaurus latus     |
|  |                      |
|  | Torosaurus utahensis |
|  |                      |

|  | Triceratops prorsus  |
|  |                      |
|  | Triceratops horridus |
|  |                      |

|  | Torosaurus latus     |
|  |                      |
|  | Torosaurus utahensis |
|  |                      |

|  | Triceratops prorsus  |
|  |                      |
|  | Triceratops horridus |
|  |                      |

|  | Torosaurus latus     |
|  |                      |
|  | Torosaurus utahensis |
|  |                      |

|  | Triceratops prorsus  |
|  |                      |
|  | Triceratops horridus |
|  |                      |

|  | Torosaurus latus     |
|  |                      |
|  | Torosaurus utahensis |
|  |                      |

|  | Triceratops prorsus  |
|  |                      |
|  | Triceratops horridus |
|  |                      |

|  | Torosaurus latus     |
|  |                      |
|  | Torosaurus utahensis |
|  |                      |

|  | Triceratops prorsus  |
|  |                      |
|  | Triceratops horridus |
|  |                      |

|  | Torosaurus latus     |
|  |                      |
|  | Torosaurus utahensis |
|  |                      |

|  | Triceratops prorsus  |
|  |                      |
|  | Triceratops horridus |
|  |                      |

|  | Torosaurus latus     |
|  |                      |
|  | Torosaurus utahensis |
|  |                      |

|  | Triceratops prorsus  |
|  |                      |
|  | Triceratops horridus |
|  |                      |

|  | Torosaurus latus     |
|  |                      |
|  | Torosaurus utahensis |
|  |                      |

|  | Triceratops prorsus  |
|  |                      |
|  | Triceratops horridus |
|  |                      |

|  | Torosaurus latus     |
|  |                      |
|  | Torosaurus utahensis |
|  |                      |

|  | Triceratops prorsus  |
|  |                      |
|  | Triceratops horridus |
|  |                      |

|  | Torosaurus latus     |
|  |                      |
|  | Torosaurus utahensis |
|  |                      |

|  | Triceratops prorsus  |
|  |                      |
|  | Triceratops horridus |
|  |                      |

Este pareamento foi replicado por Jordan Mallon et al. em 2016, embora o Bravoceratops tenha sido cortado da análise para criar resultados significativos. Em 2021, Sierraceratops foi descrito e encontrado no clado com Coahuilaceratops e Bravoceratops, e seus descritores, Sebastian Dalman et al., sugerem que todos formam um clado único para o sul de Laramidia.